# Élections municipales de 2014 dans la Haute-Garonne
Les élections municipales dans la Haute-Garonne se sont déroulées les 23 et 30 mars 2014.

## Maires sortants et maires élus
Le scrutin est marqué par quelques changements notoires. Toulouse, préfecture du département et passée au PS en 2008, est regagnée par l'ancien maire UMP, Jean-Luc Moudenc. La gauche est également battue à Auterive, Balma, Baziège, Cugnaux, Fenouillet, Montastruc-la-Conseillère, Rieumes, Saint-Jory, Saint-Orens-de-Gameville, Seilh et Villemur-sur-Tarn. Elle ne peut se consoler qu'avec de maigres succès à Eaunes et L'Union. Le MoDem se maintient à Castanet-Tolosan, mais doit céder Cornebarrieu à la droite. 
| Commune                   | Population | Maire sortant                 | Parti | Parti      | Maire élu                     | Parti | Parti |
| ------------------------- | ---------- | ----------------------------- | ----- | ---------- | ----------------------------- | ----- | ----- |
| Aucamville                | 8 085      | Gérard André                  |       | PS         | Gérard André                  |       | PS    |
| Aussonne                  | 6 548      | Lysiane Maurel                |       | PS         | Lysiane Maurel                |       | PS    |
| Auterive                  | 9 191      | Christophe Lefevre            |       | PS         | Jean-Pierre Bastiani          |       | UDI   |
| Auzeville-Tolosane        | 3 505      | François-Régis Valette        |       | PS         | François-Régis Valette        |       | PS    |
| Balma                     | 13 829     | Alain Fillola                 |       | PS         | Vincent Terrail-Novès         |       | UMP   |
| Baziège                   | 3 177      | Robert Gendre                 |       | PS         | Jean-François Roussel         |       | DVD   |
| Beauzelle                 | 5 329      | Claude Benoit                 |       | PS         | Patrick Rodrigues             |       | PS    |
| Bessières                 | 3 322      | Jean-Luc Raysseguier          |       | PS         | Jean-Luc Raysseguier          |       | PS    |
| Blagnac                   | 22 217     | Bernard Keller                |       | PRG        | Bernard Keller                |       | PRG   |
| Bouloc                    | 4 144      | Christian Faurie              |       | PS         | Ghislaine Cabessut            |       | PS    |
| Bruguières                | 5 007      | Philippe Plantade             |       | DVD        | Philippe Plantade             |       | DVD   |
| Carbonne                  | 5 185      | Bernard Bros                  |       | PS         | Bernard Bros                  |       | PS    |
| Castanet-Tolosan          | 11 090     | Arnaud Lafon                  |       | MoDem      | Arnaud Lafon                  |       | MoDem |
| Castelginest              | 9 048      | Grégoire Carneiro             |       | UMP        | Grégoire Carneiro             |       | UMP   |
| Castelmaurou              | 3 927      | Magali Mirtain Schardt        |       | DVG        | Magali Mirtain Schardt        |       | DVG   |
| Castelnau-d'Estrétefonds  | 5 674      | Louis Vidal                   |       | PS         | Daniel Dupuy                  |       | DVG   |
| Cazères                   | 4 781      | Michel Oliva                  |       | PS         | Michel Oliva                  |       | PS    |
| Colomiers                 | 35 784     | Bernard Sicard                |       | PS         | Karine Traval-Michelet        |       | PS    |
| Cornebarrieu              | 5 761      | Gilles de Faletans            |       | MoDem      | Dominique Boisson             |       | DVD   |
| Cugnaux                   | 16 049     | Philippe Guérin               |       | PRG        | Alain Chaléon                 |       | UMP   |
| Eaunes                    | 5 521      | Alain Sottil                  |       | DVD        | Daniel Espinosa               |       | PS    |
| Escalquens                | 6 055      | Alain Serieys                 |       | PS         | Alain Serieys                 |       | PS    |
| Fenouillet                | 5 170      | Claudie Marcos                |       | PS         | Gilles Broquère               |       | UMP   |
| Fonsorbes                 | 11 536     | Pierre Duplanté               |       | PS         | Françoise Siméon              |       | DVG   |
| Fontenilles               | 4 803      | Michel Fuentes                |       | PS         | Fabienne Vitrice              |       | PS    |
| Fronton                   | 5 700      | Marie-Hélène Champagnac       |       | UMP        | Hugo Cavagnac                 |       | DVD   |
| Frouzins                  | 8 228      | Alain Bertrand                |       | PS         | Alain Bertrand                |       | PS    |
| Gratentour                | 3 554      | Paul Franchini                |       | PS         | Patrick Delpech               |       | PS    |
| Grenade                   | 8 214      | Jean-Paul Delmas              |       | DVG        | Jean-Paul Delmas              |       | DVG   |
| L'Union                   | 11 792     | Georges Beyney                |       | DVD        | Marc Péré                     |       | DVG   |
| La Salvetat-Saint-Gilles  | 6 862      | Philippe Dauvel               |       | PRG        | François Arderiu              |       | DVG   |
| Labarthe-sur-Lèze         | 4 949      | Bernard Bérail                |       | PS         | Yves Cadas                    |       | PS    |
| Labège                    | 4 019      | Christian Lavigne             |       | PS         | Claude Ducert                 |       | EELV  |
| Launaguet                 | 7 309      | Arlette Sylvestre             |       | PS         | Michel Rougé                  |       | PS    |
| Léguevin                  | 8 566      | Stéphane Mirc                 |       | UMP        | Stéphane Mirc                 |       | UMP   |
| Lherm                     | 3 465      | Jean Ayçaguer                 |       | PS         | Jean Ayçaguer                 |       | PS    |
| Merville                  | 4 864      | Bernard Tagnères              |       | PS         | Chantal Aygat                 |       | DVG   |
| Mondonville               | 4 357      | Edmond Desclaux               |       | PRG        | Edmond Desclaux               |       | PRG   |
| Montastruc-la-Conseillère | 3 162      | Jean-Louis Bourgeois          |       | PS         | Michel Anguille               |       | UMP   |
| Montesquieu-Volvestre     | 3 112      | Henri Dejean                  |       | PS         | Patrick Lemasle               |       | PS    |
| Montrabé                  | 3 700      | Jacques Sébi                  |       | PS         | Jacques Sébi                  |       | PS    |
| Muret                     | 24 085     | André Mandement               |       | PS         | André Mandement               |       | PS    |
| Nailloux                  | 3 173      | Michel Dutech                 |       | PS         | Michel Dutech                 |       | PS    |
| Pechbonnieu               | 4 044      | Sabine Geil-Gomez             |       | PS         | Sabine Geil-Gomez             |       | PS    |
| Pibrac                    | 8 182      | Robert Bon                    |       | PS         | David Saint-Mellion           |       | PS    |
| Pins-Justaret             | 4 430      | Jean-Baptiste Casetta         |       | PS         | Jean-Baptiste Casetta         |       | PS    |
| Plaisance-du-Touch        | 16 039     | Louis Escoula                 |       | PS         | Louis Escoula                 |       | PS    |
| Portet-sur-Garonne        | 9 510      | Thierry Suaud                 |       | PS         | Thierry Suaud                 |       | PS    |
| Quint-Fonsegrives         | 4 986      | Bernard Soléra                |       | UMP        | Bernard Soléra                |       | UMP   |
| Ramonville-Saint-Agne     | 12 195     | Christophe Lubac              |       | PS         | Christophe Lubac              |       | PS    |
| Revel                     | 9 352      | Alain Chatillon               |       | UDI        | Alain Chatillon               |       | UDI   |
| Rieumes                   | 3 408      | Christiane Maury              |       | PRG        | Jennifer Courtois-Périssé     |       | UMP   |
| Roques                    | 3 936      | Christian Chatonnay           |       | PS         | Christian Chatonnay           |       | PS    |
| Roquettes                 | 4 101      | Michel Perez                  |       | PS         | Michel Perez                  |       | PS    |
| Saint-Alban               | 5 735      | Raymond-Roger Stramare        |       | DVD        | Raymond-Roger Stramare        |       | DVD   |
| Saint-Gaudens             | 11 191     | Jean-Raymond Lépinay          |       | PS         | Jean-Yves Duclos              |       | DVG   |
| Saint-Jean                | 10 281     | Marie-Dominique Vézian        |       | PS         | Marie-Dominique Vézian        |       | PS    |
| Saint-Jory                | 5 380      | Henri Miguel                  |       | PS         | Thierry Fourcassier           |       | UMP   |
| Saint-Lys                 | 8 704      | Jacques Tène                  |       | PS         | Jacques Tène                  |       | PS    |
| Saint-Orens-de-Gameville  | 11 196     | Christian Sempé               |       | PCF        | Dominique Fauré               |       | UDI   |
| Seilh                     | 3 042      | Guy Lozano                    |       | PRG        | Jean-Louis Miegeville         |       | UMP   |
| Seysses                   | 7 866      | Alain Pace                    |       | PS         | Alain Pace                    |       | PS    |
| Toulouse                  | 447 340    | Pierre Cohen                  |       | PS         | Jean-Luc Moudenc              |       | UMP   |
| Tournefeuille             | 25 763     | Claude Raynal                 |       | PS         | Claude Raynal                 |       | PS    |
| Verfeil                   | 3 223      | Hervé Dutko                   |       | PS         | Hervé Dutko                   |       | PS    |
| Villefranche-de-Lauragais | 4 140      | Marie-Claude Piquemal-Doumeng |       | PS         | Marie-Claude Piquemal-Doumeng |       | PS    |
| Villemur-sur-Tarn         | 5 691      | Jean-Claude Boudet            |       | MoDem - PS | Jean-Marc Dumoulin            |       | UMP   |
| Villeneuve-Tolosane       | 8 748      | Dominique Coquart             |       | PS         | Dominique Coquart             |       | PS    |

### Résultats en nombre de maires
| Partis       | Partis                               | Maires sortants | Maires élus | Évolution     |
| ------------ | ------------------------------------ | --------------- | ----------- | ------------- |
|              | Parti socialiste                     | 47              | 36          | 11            |
|              | Parti radical de gauche              | 6               | 2           | 4             |
|              | Divers gauche                        | 2               | 7           | 5             |
|              | Parti communiste français            | 1               | 2           | 1             |
|              | Mouvement démocrate-PS               | 1               | 0           | 1             |
| Total gauche | Total gauche                         | 57              | 48          | 9             |
|              | Union pour un mouvement populaire    | 4               | 12          | 8             |
|              | Divers droite                        | 4               | 4           | en stagnation |
|              | Mouvement démocrate                  | 2               | 1           | 1             |
|              | Union des démocrates et indépendants | 1               | 3           | 2             |
| Total droite | Total droite                         | 11              | 20          | 9             |
| Total        | Total                                | 68              | 68          | -             |

## Résultats dans les communes de plus de3 000 habitants

### Aucamville
- Maire sortant : Gérard André (PS)
- 29 sièges à pourvoir au conseil municipal (population légale 2011 : 8 085 habitants)
- 2 sièges à pourvoir au conseil communautaire (CU Toulouse Métropole)

|                          | Gérard André * | PS-PCF-EELV    | 2 063 | 100,00 | 29 | 2 |  |  |
|                          |                |                |       |        |    |   |  |  |
| Inscrits                 | Inscrits       | Inscrits       | 5 516 | 100,00 |    |   |  |  |
| Abstentions              | Abstentions    | Abstentions    | 2 888 | 52,36  |    |   |  |  |
| Votants                  | Votants        | Votants        | 2 628 | 47,64  |    |   |  |  |
| Blancs et nuls           | Blancs et nuls | Blancs et nuls | 565   | 21,50  |    |   |  |  |
| Exprimés                 | Exprimés       | Exprimés       | 2 063 | 78,50  |    |   |  |  |
| * Liste du maire sortant |                |                |       |        |    |   |  |  |

### Aussonne
- Maire sortant : Lysiane Maurel (PS)
- 29 sièges à pourvoir au conseil municipal (population légale 2011 : 6 548 habitants)
- 2 sièges à pourvoir au conseil communautaire (CU Toulouse Métropole)

| Tête de liste            | Tête de liste    | Liste          | Premier tour | Premier tour | Second tour | Second tour | Sièges | Sièges |
| Tête de liste            | Tête de liste    | Liste          | Voix         | %            | Voix        | %           | CM     | CC     |
| ------------------------ | ---------------- | -------------- | ------------ | ------------ | ----------- | ----------- | ------ | ------ |
|                          | Lysiane Maurel * | PS-PCF-EELV    | 1 312        | 41,02        | 1 618       | 50,42       | 22     | 2      |
|                          | Sabrina Suze     | UMP-UDI        | 884          | 27,64        |             |             |        |        |
|                          | Frédéric Salaün  | DVG            | 732          | 22,88        | 1 591       | 49,57       | 7      |        |
|                          | Martine Cavallin | DVD            | 270          | 8,44         |             |             |        |        |
|                          |                  |                |              |              |             |             |        |        |
| Inscrits                 | Inscrits         | Inscrits       | 4 840        | 100,00       | 4 840       | 100,00      |        |        |
| Abstentions              | Abstentions      | Abstentions    | 1 537        | 31,76        | 1 528       | 31,57       |        |        |
| Votants                  | Votants          | Votants        | 3 303        | 68,24        | 3 312       | 68,43       |        |        |
| Blancs et nuls           | Blancs et nuls   | Blancs et nuls | 105          | 3,18         | 103         | 3,11        |        |        |
| Exprimés                 | Exprimés         | Exprimés       | 3 198        | 96,82        | 3 209       | 96,89       |        |        |
| * Liste du maire sortant |                  |                |              |              |             |             |        |        |

### Auterive
- Maire sortant : Christophe Lefevre (PS)
- 29 sièges à pourvoir au conseil municipal (population légale 2011 : 9 191 habitants)
- 11 sièges à pourvoir au conseil communautaire (CC de la vallée de l'Ariège)

| Tête de liste            | Tête de liste        | Liste          | Premier tour | Premier tour | Second tour | Second tour | Sièges | Sièges |
| Tête de liste            | Tête de liste        | Liste          | Voix         | %            | Voix        | %           | CM     | CC     |
| ------------------------ | -------------------- | -------------- | ------------ | ------------ | ----------- | ----------- | ------ | ------ |
|                          | Jean-Pierre Bastiani | UMP-UDI        | 1 347        | 31,75        | 1 721       | 39,12       | 20     | 8      |
|                          | Gérard Soula         | DVD            | 1 138        | 26,82        | 1 175       | 26,71       | 4      | 1      |
|                          | René Azema           | DVG            | 1 086        | 25,60        | 1 503       | 34,16       | 5      | 2      |
|                          | Christophe Lefevre * | DVG            | 671          | 15,81        |             |             |        |        |
|                          |                      |                |              |              |             |             |        |        |
| Inscrits                 | Inscrits             | Inscrits       | 6 637        | 100,00       | 6 637       | 100,00      |        |        |
| Abstentions              | Abstentions          | Abstentions    | 2 230        | 33,60        | 2 105       | 31,72       |        |        |
| Votants                  | Votants              | Votants        | 4 407        | 66,40        | 4 532       | 68,28       |        |        |
| Blancs et nuls           | Blancs et nuls       | Blancs et nuls | 165          | 3,74         | 133         | 2,93        |        |        |
| Exprimés                 | Exprimés             | Exprimés       | 4 242        | 96,26        | 4 399       | 97,07       |        |        |
| * Liste du maire sortant |                      |                |              |              |             |             |        |        |

À la suite de démissions au sein du conseil municipal, des élections partielles sont organisées en janvier 2018 au cours desquelles René Azema (DVG) est élu.

### Auzeville-Tolosane
- Maire sortant : François-Régis Valette (PS)
- 27 sièges à pourvoir au conseil municipal (population légale 2011 : 3 505 habitants)
- 3 sièges à pourvoir au conseil communautaire (CA du Sicoval)

|                          | François-Régis Valette * | PS-PCF-EELV    | 794   | 57,95  | 22 | 2 |  |  |
|                          | Jean-Pierre Hardy        | DVG            | 576   | 42,04  | 5  | 1 |  |  |
|                          |                          |                |       |        |    |   |  |  |
| Inscrits                 | Inscrits                 | Inscrits       | 2 170 | 100,00 |    |   |  |  |
| Abstentions              | Abstentions              | Abstentions    | 680   | 31,34  |    |   |  |  |
| Votants                  | Votants                  | Votants        | 1 490 | 68,66  |    |   |  |  |
| Blancs et nuls           | Blancs et nuls           | Blancs et nuls | 120   | 8,05   |    |   |  |  |
| Exprimés                 | Exprimés                 | Exprimés       | 1 370 | 91,95  |    |   |  |  |
| * Liste du maire sortant |                          |                |       |        |    |   |  |  |

### Balma
- Maire sortant : Alain Fillola (PS)
- 33 sièges à pourvoir au conseil municipal (population légale 2011 : 13 829 habitants)
- 3 sièges à pourvoir au conseil communautaire (CU Toulouse Métropole)

|                          | Vincent Terrail-Novès | UMP-UDI        | 4 113  | 52,16  | 25 | 2 |  |  |
|                          | Alain Fillola *       | PS-PCF-EELV    | 3 772  | 47,83  | 8  | 1 |  |  |
|                          |                       |                |        |        |    |   |  |  |
| Inscrits                 | Inscrits              | Inscrits       | 10 951 | 100,00 |    |   |  |  |
| Abstentions              | Abstentions           | Abstentions    | 2 801  | 25,58  |    |   |  |  |
| Votants                  | Votants               | Votants        | 8 150  | 74,42  |    |   |  |  |
| Blancs et nuls           | Blancs et nuls        | Blancs et nuls | 265    | 3,25   |    |   |  |  |
| Exprimés                 | Exprimés              | Exprimés       | 7 885  | 96,75  |    |   |  |  |
| * Liste du maire sortant |                       |                |        |        |    |   |  |  |

### Baziège
- Maire sortant : Robert Gendre (PS)
- 23 sièges à pourvoir au conseil municipal (population légale 2011 : 3 177 habitants)
- 3 sièges à pourvoir au conseil communautaire (CA du Sicoval)

|                | Jean Roussel   | DVD            | 952   | 58,80  | 19 | 2 |  |  |
|                | Joël Miellet   | DVG            | 667   | 41,19  | 4  | 1 |  |  |
|                |                |                |       |        |    |   |  |  |
| Inscrits       | Inscrits       | Inscrits       | 2 303 | 100,00 |    |   |  |  |
| Abstentions    | Abstentions    | Abstentions    | 615   | 26,70  |    |   |  |  |
| Votants        | Votants        | Votants        | 1 688 | 73,30  |    |   |  |  |
| Blancs et nuls | Blancs et nuls | Blancs et nuls | 69    | 4,09   |    |   |  |  |
| Exprimés       | Exprimés       | Exprimés       | 1 619 | 95,91  |    |   |  |  |

### Beauzelle
- Maire sortant : Claude Benoit (PS)
- 29 sièges à pourvoir au conseil municipal (population légale 2011 : 5 329 habitants)
- 1 sièges à pourvoir au conseil communautaire (CU Toulouse Métropole)

|                | Patrice Rodrigues | PS             | 1 590 | 59,55  | 23 | 1 |  |  |
|                | Didier Pechamat   | DVD            | 1 080 | 40,44  | 6  |   |  |  |
|                |                   |                |       |        |    |   |  |  |
| Inscrits       | Inscrits          | Inscrits       | 4 256 | 100,00 |    |   |  |  |
| Abstentions    | Abstentions       | Abstentions    | 1 454 | 34,16  |    |   |  |  |
| Votants        | Votants           | Votants        | 2 802 | 65,84  |    |   |  |  |
| Blancs et nuls | Blancs et nuls    | Blancs et nuls | 132   | 4,71   |    |   |  |  |
| Exprimés       | Exprimés          | Exprimés       | 2 670 | 95,29  |    |   |  |  |

### Bessières
- Maire sortant : Jean-Luc Raysseguier (PS)
- 23 sièges à pourvoir au conseil municipal (population légale 2011 : 3 322 habitants)
- 8 sièges à pourvoir au conseil communautaire (CC Val'Aïgo)

| Tête de liste            | Tête de liste          | Liste          | Premier tour | Premier tour | Second tour | Second tour | Sièges | Sièges |
| Tête de liste            | Tête de liste          | Liste          | Voix         | %            | Voix        | %           | CM     | CC     |
| ------------------------ | ---------------------- | -------------- | ------------ | ------------ | ----------- | ----------- | ------ | ------ |
|                          | Jean-Luc Raysseguier * | PS             | 791          | 44,18        | 935         | 51,94       | 18     | 6      |
|                          | Vincent Lavignolle     | DVD            | 606          | 33,85        | 865         | 48,05       | 5      | 2      |
|                          | Davino Paludetto       | DVD            | 393          | 21,95        |             |             |        |        |
|                          |                        |                |              |              |             |             |        |        |
| Inscrits                 | Inscrits               | Inscrits       | 2 422        | 100,00       | 2 415       | 100,00      |        |        |
| Abstentions              | Abstentions            | Abstentions    | 563          | 23,25        | 508         | 21,04       |        |        |
| Votants                  | Votants                | Votants        | 1 859        | 76,75        | 1 907       | 78,96       |        |        |
| Blancs et nuls           | Blancs et nuls         | Blancs et nuls | 69           | 3,71         | 107         | 5,61        |        |        |
| Exprimés                 | Exprimés               | Exprimés       | 1 790        | 96,29        | 1 800       | 94,39       |        |        |
| * Liste du maire sortant |                        |                |              |              |             |             |        |        |

### Blagnac
- Maire sortant : Bernard Keller (PRG)
- 35 sièges à pourvoir au conseil municipal (population légale 2011 : 22 217 habitants)
- 5 sièges à pourvoir au conseil communautaire (CU Toulouse Métropole)

| Tête de liste            | Tête de liste     | Liste          | Premier tour | Premier tour | Second tour | Second tour | Sièges | Sièges |
| Tête de liste            | Tête de liste     | Liste          | Voix         | %            | Voix        | %           | CM     | CC     |
| ------------------------ | ----------------- | -------------- | ------------ | ------------ | ----------- | ----------- | ------ | ------ |
|                          | Bernard Keller *  | PS-PCF-EELV    | 3 521        | 37,97        | 4 851       | 51,57       | 27     | 4      |
|                          | Bernard Loumagne  | DVG            | 2 977        | 32,11        | 4 555       | 48,42       | 8      | 1      |
|                          | David Gerson      | UMP-UDI        | 2 023        | 21,82        |             |             |        |        |
|                          | Michel Indelicato | FG             | 750          | 8,08         |             |             |        |        |
|                          |                   |                |              |              |             |             |        |        |
| Inscrits                 | Inscrits          | Inscrits       | 15 477       | 100,00       | 15 479      | 100,00      |        |        |
| Abstentions              | Abstentions       | Abstentions    | 5 866        | 37,90        | 5 578       | 36,04       |        |        |
| Votants                  | Votants           | Votants        | 9 611        | 62,10        | 9 901       | 63,96       |        |        |
| Blancs et nuls           | Blancs et nuls    | Blancs et nuls | 340          | 3,54         | 495         | 5,00        |        |        |
| Exprimés                 | Exprimés          | Exprimés       | 9 271        | 96,46        | 9 406       | 95,00       |        |        |
| * Liste du maire sortant |                   |                |              |              |             |             |        |        |

### Bouloc
- Maire sortant : Christian Faurie (PS)
- 27 sièges à pourvoir au conseil municipal (population légale 2011 : 4 144 habitants)
- 6 sièges à pourvoir au conseil communautaire (CC du Frontonnais)

|                | Ghislaine Cabessut | PS-PCF-EELV    | 1 410 | 100,00 | 27 | 6 |  |  |
|                |                    |                |       |        |    |   |  |  |
| Inscrits       | Inscrits           | Inscrits       | 3 228 | 100,00 |    |   |  |  |
| Abstentions    | Abstentions        | Abstentions    | 1 328 | 41,14  |    |   |  |  |
| Votants        | Votants            | Votants        | 1 900 | 58,86  |    |   |  |  |
| Blancs et nuls | Blancs et nuls     | Blancs et nuls | 490   | 25,79  |    |   |  |  |
| Exprimés       | Exprimés           | Exprimés       | 1 410 | 74,21  |    |   |  |  |

### Bruguières
- Maire sortant : Philippe Plantade (SE)
- 29 sièges à pourvoir au conseil municipal (population légale 2011 : 5 007 habitants)
- 1 sièges à pourvoir au conseil communautaire (Toulouse Métropole)

|                          | Philippe Plantade * | DVD            | 1 871 | 76,46  | 26 | 1 |  |  |
|                          | Gilles Ramel        | PS-PCF-EELV    | 576   | 23,53  | 3  |   |  |  |
|                          |                     |                |       |        |    |   |  |  |
| Inscrits                 | Inscrits            | Inscrits       | 3 788 | 100,00 |    |   |  |  |
| Abstentions              | Abstentions         | Abstentions    | 1 234 | 32,58  |    |   |  |  |
| Votants                  | Votants             | Votants        | 2 554 | 67,42  |    |   |  |  |
| Blancs et nuls           | Blancs et nuls      | Blancs et nuls | 107   | 4,19   |    |   |  |  |
| Exprimés                 | Exprimés            | Exprimés       | 2 447 | 95,81  |    |   |  |  |
| * Liste du maire sortant |                     |                |       |        |    |   |  |  |

### Carbonne
- Maire sortant : Bernard Bros (PS)
- 29 sièges à pourvoir au conseil municipal (population légale 2011 : 5 185 habitants)
- 10 sièges à pourvoir au conseil communautaire (CC du Volvestre)

|                          | Bernard Bros * | PS             | 1 374 | 56,68  | 23 | 8 |  |  |
|                          | Robert Michel  | SE             | 1 050 | 43,31  | 6  | 2 |  |  |
|                          |                |                |       |        |    |   |  |  |
| Inscrits                 | Inscrits       | Inscrits       | 4 073 | 100,00 |    |   |  |  |
| Abstentions              | Abstentions    | Abstentions    | 1 479 | 36,31  |    |   |  |  |
| Votants                  | Votants        | Votants        | 2 594 | 63,69  |    |   |  |  |
| Blancs et nuls           | Blancs et nuls | Blancs et nuls | 170   | 6,55   |    |   |  |  |
| Exprimés                 | Exprimés       | Exprimés       | 2 424 | 93,45  |    |   |  |  |
| * Liste du maire sortant |                |                |       |        |    |   |  |  |

### Castanet-Tolosan
- Maire sortant : Arnaud Lafon (MoDem)
- 33 sièges à pourvoir au conseil municipal (population légale 2011 : 11 090 habitants)
- 9 sièges à pourvoir au conseil communautaire (CA du Sicoval)

| Tête de liste            | Tête de liste   | Liste          | Premier tour | Premier tour | Second tour | Second tour | Sièges | Sièges |
| Tête de liste            | Tête de liste   | Liste          | Voix         | %            | Voix        | %           | CM     | CC     |
| ------------------------ | --------------- | -------------- | ------------ | ------------ | ----------- | ----------- | ------ | ------ |
|                          | Arnaud Lafon *  | DVD            | 2 383        | 41,89        | 2 665       | 44,55       | 24     | 7      |
|                          | Marc Tondriaux  | PS-PCF-EELV    | 2 164        | 38,04        | 2 587       | 43,25       | 7      | 2      |
|                          | Patrice Tournon | DVD            | 1 141        | 20,05        | 729         | 12,18       | 2      |        |
|                          |                 |                |              |              |             |             |        |        |
| Inscrits                 | Inscrits        | Inscrits       | 8 928        | 100,00       | 8 928       | 100,00      |        |        |
| Abstentions              | Abstentions     | Abstentions    | 2 911        | 32,61        | 2 772       | 31,05       |        |        |
| Votants                  | Votants         | Votants        | 6 017        | 67,39        | 6 156       | 68,95       |        |        |
| Blancs et nuls           | Blancs et nuls  | Blancs et nuls | 329          | 5,47         | 175         | 2,84        |        |        |
| Exprimés                 | Exprimés        | Exprimés       | 5 688        | 94,53        | 5 981       | 97,16       |        |        |
| * Liste du maire sortant |                 |                |              |              |             |             |        |        |

### Castelginest
- Maire sortant : Grégoire Carneiro (UMP)
- 29 sièges à pourvoir au conseil municipal (population légale 2011 : 9 048 habitants)
- 2 sièges à pourvoir au conseil communautaire (Toulouse Métropole)

|                          | Grégoire Carneiro * | DVD            | 3 175 | 69,94  | 25 | 2 |  |  |
|                          | Georges Laborie     | PS-PCF-EELV    | 1 364 | 30,05  | 4  |   |  |  |
|                          |                     |                |       |        |    |   |  |  |
| Inscrits                 | Inscrits            | Inscrits       | 6 727 | 100,00 |    |   |  |  |
| Abstentions              | Abstentions         | Abstentions    | 1 887 | 28,05  |    |   |  |  |
| Votants                  | Votants             | Votants        | 4 840 | 71,95  |    |   |  |  |
| Blancs et nuls           | Blancs et nuls      | Blancs et nuls | 301   | 6,22   |    |   |  |  |
| Exprimés                 | Exprimés            | Exprimés       | 4 539 | 93,78  |    |   |  |  |
| * Liste du maire sortant |                     |                |       |        |    |   |  |  |

### Castelmaurou
- Maire sortant : Magali Mirtain Schardt (DVG)
- 27 sièges à pourvoir au conseil municipal (population légale 2011 : 3 927 habitants)
- 6 sièges à pourvoir au conseil communautaire (CC des Coteaux Bellevue)

| Tête de liste            | Tête de liste            | Liste          | Premier tour | Premier tour | Second tour | Second tour | Sièges | Sièges |
| Tête de liste            | Tête de liste            | Liste          | Voix         | %            | Voix        | %           | CM     | CC     |
| ------------------------ | ------------------------ | -------------- | ------------ | ------------ | ----------- | ----------- | ------ | ------ |
|                          | Magali Mirtain Schardt * | DVG            | 791          | 37,86        | 870         | 40,38       | 20     | 4      |
|                          | Claude Giusti            | DVG            | 650          | 31,11        | 722         | 33,51       | 4      | 1      |
|                          | Bernard Dinse            | DVG            | 648          | 31,01        | 562         | 26,09       | 3      | 1      |
|                          |                          |                |              |              |             |             |        |        |
| Inscrits                 | Inscrits                 | Inscrits       | 3 138        | 100,00       | 3 138       | 100,00      |        |        |
| Abstentions              | Abstentions              | Abstentions    | 977          | 31,13        | 946         | 30,15       |        |        |
| Votants                  | Votants                  | Votants        | 2 161        | 68,87        | 2 192       | 69,85       |        |        |
| Blancs et nuls           | Blancs et nuls           | Blancs et nuls | 72           | 3,33         | 38          | 1,73        |        |        |
| Exprimés                 | Exprimés                 | Exprimés       | 2 089        | 96,67        | 2 154       | 98,27       |        |        |
| * Liste du maire sortant |                          |                |              |              |             |             |        |        |

### Castelnau-d'Estrétefonds
- Maire sortant : Louis Vidal (PS)
- 29 sièges à pourvoir au conseil municipal (population légale 2011 : 5 674 habitants)
- 8 sièges à pourvoir au conseil communautaire (CC du Frontonnais)

| Tête de liste  | Tête de liste    | Liste          | Premier tour | Premier tour | Second tour | Second tour | Sièges | Sièges |
| Tête de liste  | Tête de liste    | Liste          | Voix         | %            | Voix        | %           | CM     | CC     |
| -------------- | ---------------- | -------------- | ------------ | ------------ | ----------- | ----------- | ------ | ------ |
|                | Daniel Dupuy     | DVG            | 1 066        | 45,24        | 1 073       | 45,33       | 22     | 6      |
|                | Pierre Recobre   | UMP-UDI        | 726          | 30,81        | 840         | 35,48       | 5      | 1      |
|                | Corinne Daldosso | PS-PCF-EELV    | 564          | 23,93        | 454         | 19,18       | 2      | 1      |
|                |                  |                |              |              |             |             |        |        |
| Inscrits       | Inscrits         | Inscrits       | 3 825        | 100,00       | 3 824       | 100,00      |        |        |
| Abstentions    | Abstentions      | Abstentions    | 1 378        | 36,03        | 1 400       | 36,61       |        |        |
| Votants        | Votants          | Votants        | 2 447        | 63,97        | 2 424       | 63,39       |        |        |
| Blancs et nuls | Blancs et nuls   | Blancs et nuls | 91           | 3,72         | 57          | 2,35        |        |        |
| Exprimés       | Exprimés         | Exprimés       | 2 356        | 96,28        | 2 367       | 97,65       |        |        |

### Cazères
- Maire sortant : Michel Oliva (PS)
- 27 sièges à pourvoir au conseil municipal (population légale 2011 : 4 781 habitants)
- 12 sièges à pourvoir au conseil communautaire (CC Cœur de Garonne)

|                          | Michel Oliva *        | PS             | 1 384 | 59,04  | 22 | 10 |  |  |
|                          | Jean-Luc Rivière      | UMP-UDI        | 511   | 21,80  | 3  | 1  |  |  |
|                          | Jacques Saint-blancat | DVD            | 449   | 19,15  | 2  | 1  |  |  |
|                          |                       |                |       |        |    |    |  |  |
| Inscrits                 | Inscrits              | Inscrits       | 3 511 | 100,00 |    |    |  |  |
| Abstentions              | Abstentions           | Abstentions    | 1 073 | 30,56  |    |    |  |  |
| Votants                  | Votants               | Votants        | 2 438 | 69,44  |    |    |  |  |
| Blancs et nuls           | Blancs et nuls        | Blancs et nuls | 94    | 3,86   |    |    |  |  |
| Exprimés                 | Exprimés              | Exprimés       | 2 344 | 96,14  |    |    |  |  |
| * Liste du maire sortant |                       |                |       |        |    |    |  |  |

### Colomiers
- Maire sortant : Bernard Sicard (PS)
- 39 sièges à pourvoir au conseil municipal (population légale 2011 : 35 784 habitants)
- 8 sièges à pourvoir au conseil communautaire (Toulouse Métropole)

| Tête de liste  | Tête de liste          | Liste          | Premier tour | Premier tour | Second tour | Second tour | Sièges | Sièges |
| Tête de liste  | Tête de liste          | Liste          | Voix         | %            | Voix        | %           | CM     | CC     |
| -------------- | ---------------------- | -------------- | ------------ | ------------ | ----------- | ----------- | ------ | ------ |
|                | Karine Traval-Michelet | PS-PCF-PRG     | 5 222        | 36,19        | 6 098       | 40,62       | 28     | 6      |
|                | Patrick Jimena         | EELV           | 3 744        | 25,94        | 5 900       | 39,30       | 7      | 1      |
|                | Damien Laborde         | UMP-UDI        | 3 353        | 23,23        | 3 014       | 20,07       | 4      | 1      |
|                | François Dumas         | FG             | 1 822        | 12,62        |             |             |        |        |
|                | Michèle Puel           | LO             | 288          | 1,99         |             |             |        |        |
|                |                        |                |              |              |             |             |        |        |
| Inscrits       | Inscrits               | Inscrits       | 24 232       | 100,00       | 24 232      | 100,00      |        |        |
| Abstentions    | Abstentions            | Abstentions    | 9 298        | 38,37        | 8 731       | 36,03       |        |        |
| Votants        | Votants                | Votants        | 14 934       | 61,63        | 15 501      | 63,97       |        |        |
| Blancs et nuls | Blancs et nuls         | Blancs et nuls | 505          | 3,38         | 489         | 3,15        |        |        |
| Exprimés       | Exprimés               | Exprimés       | 14 429       | 96,62        | 15 012      | 96,85       |        |        |

### Cornebarrieu
- Maire sortant : Gilles de Faletans (MoDem)
- 29 sièges à pourvoir au conseil municipal (population légale 2011 : 5 761 habitants)
- 2 sièges à pourvoir au conseil communautaire (Toulouse Métropole)

|                | Dominique Boisson | DVD            | 1 639 | 100,00 | 29 | 2 |  |  |
|                |                   |                |       |        |    |   |  |  |
| Inscrits       | Inscrits          | Inscrits       | 4 009 | 100,00 |    |   |  |  |
| Abstentions    | Abstentions       | Abstentions    | 1 793 | 44,72  |    |   |  |  |
| Votants        | Votants           | Votants        | 2 216 | 55,28  |    |   |  |  |
| Blancs et nuls | Blancs et nuls    | Blancs et nuls | 577   | 26,04  |    |   |  |  |
| Exprimés       | Exprimés          | Exprimés       | 1 639 | 73,96  |    |   |  |  |

### Cugnaux
- Maire sortant : Philippe Guérin (PRG)
- 33 sièges à pourvoir au conseil municipal (population légale 2011 : 16 049 habitants)
- 3 sièges à pourvoir au conseil communautaire (Toulouse Métropole)

| Tête de liste  | Tête de liste          | Liste          | Premier tour | Premier tour | Second tour | Second tour | Sièges | Sièges |
| Tête de liste  | Tête de liste          | Liste          | Voix         | %            | Voix        | %           | CM     | CC     |
| -------------- | ---------------------- | -------------- | ------------ | ------------ | ----------- | ----------- | ------ | ------ |
|                | Michel Aujoulat        | UMP-UDI        | 1 828        | 26,81        |             |             |        |        |
|                | Pierre Guérin          | DVG            | 1 412        | 20,71        | 2 631       | 39,24       | 6      | 1      |
|                | Alain Chaléon          | DVD            | 1 531        | 22,46        | 4 073       | 60,75       | 27     | 2      |
|                | Anne-Marie Laflorentie | LO             | 323          | 4,73         |             |             |        |        |
|                |                        |                |              |              |             |             |        |        |
| Inscrits       | Inscrits               | Inscrits       | 11 062       | 100,00       | 11 063      | 100,00      |        |        |
| Abstentions    | Abstentions            | Abstentions    | 3 900        | 35,26        | 3 814       | 34,48       |        |        |
| Votants        | Votants                | Votants        | 7 162        | 64,74        | 7 249       | 65,52       |        |        |
| Blancs et nuls | Blancs et nuls         | Blancs et nuls | 346          | 4,83         | 545         | 7,52        |        |        |
| Exprimés       | Exprimés               | Exprimés       | 6 816        | 95,17        | 6 704       | 92,48       |        |        |

### Eaunes
- Maire sortant : Alain Sottil (DVD)
- 29 sièges à pourvoir au conseil municipal (population légale 2011 : 5 521 habitants)
- 3 sièges à pourvoir au conseil communautaire (CA Le Muretain Agglo)

| Tête de liste  | Tête de liste     | Liste          | Premier tour | Premier tour | Second tour | Second tour | Sièges | Sièges |
| Tête de liste  | Tête de liste     | Liste          | Voix         | %            | Voix        | %           | CM     | CC     |
| -------------- | ----------------- | -------------- | ------------ | ------------ | ----------- | ----------- | ------ | ------ |
|                | Daniel Espinosa   | PS             | 896          | 35,45        | 1 004       | 38,94       | 21     | 2      |
|                | Thierry Mesples   | DVG            | 870          | 34,42        | 915         | 35,49       | 5      | 1      |
|                | Brigitte Bautista | DVD            | 761          | 30,11        | 659         | 25,56       | 3      |        |
|                |                   |                |              |              |             |             |        |        |
| Inscrits       | Inscrits          | Inscrits       | 3 820        | 100,00       | 3 822       | 100,00      |        |        |
| Abstentions    | Abstentions       | Abstentions    | 1 170        | 30,63        | 1 166       | 30,51       |        |        |
| Votants        | Votants           | Votants        | 2 650        | 69,37        | 2 656       | 69,49       |        |        |
| Blancs et nuls | Blancs et nuls    | Blancs et nuls | 123          | 4,64         | 78          | 2,94        |        |        |
| Exprimés       | Exprimés          | Exprimés       | 2 527        | 95,36        | 2 578       | 97,06       |        |        |

### Escalquens
- Maire sortant : Alain Serieys (PS)
- 29 sièges à pourvoir au conseil municipal (population légale 2011 : 6 055 habitants)
- 5 sièges à pourvoir au conseil communautaire (CA du Sicoval)

| Tête de liste            | Tête de liste   | Liste          | Premier tour | Premier tour | Second tour | Second tour | Sièges | Sièges |
| Tête de liste            | Tête de liste   | Liste          | Voix         | %            | Voix        | %           | CM     | CC     |
| ------------------------ | --------------- | -------------- | ------------ | ------------ | ----------- | ----------- | ------ | ------ |
|                          | Alain Serieys * | PS-PCF-EELV    | 1 628        | 47,20        | 1 721       | 47,79       | 22     | 4      |
|                          | Frédéric Legay  | DVD            | 1 454        | 42,15        | 1 641       | 45,57       | 6      | 1      |
|                          | Monique Fabre   | DVG            | 367          | 10,64        | 239         | 6,63        | 1      |        |
|                          |                 |                |              |              |             |             |        |        |
| Inscrits                 | Inscrits        | Inscrits       | 5 094        | 100,00       | 5 094       | 100,00      |        |        |
| Abstentions              | Abstentions     | Abstentions    | 1 507        | 29,58        | 1 427       | 28,01       |        |        |
| Votants                  | Votants         | Votants        | 3 587        | 70,42        | 3 667       | 71,99       |        |        |
| Blancs et nuls           | Blancs et nuls  | Blancs et nuls | 138          | 3,85         | 66          | 1,80        |        |        |
| Exprimés                 | Exprimés        | Exprimés       | 3 449        | 96,15        | 3 601       | 98,20       |        |        |
| * Liste du maire sortant |                 |                |              |              |             |             |        |        |

### Fenouillet
- Maire sortant : Claudie Marcos (PS)
- 29 sièges à pourvoir au conseil municipal (population légale 2011 : 5 170 habitants)
- 1 sièges à pourvoir au conseil communautaire (Toulouse Métropole)

|                          | Gilles Broquère  | DVD            | 1 435 | 57,51  | 23 | 1 |  |  |
|                          | Claudie Marcos * | PS-PCF-EELV    | 1 060 | 42,48  | 6  |   |  |  |
|                          |                  |                |       |        |    |   |  |  |
| Inscrits                 | Inscrits         | Inscrits       | 3 613 | 100,00 |    |   |  |  |
| Abstentions              | Abstentions      | Abstentions    | 948   | 26,24  |    |   |  |  |
| Votants                  | Votants          | Votants        | 2 665 | 73,76  |    |   |  |  |
| Blancs et nuls           | Blancs et nuls   | Blancs et nuls | 170   | 6,38   |    |   |  |  |
| Exprimés                 | Exprimés         | Exprimés       | 2 495 | 93,62  |    |   |  |  |
| * Liste du maire sortant |                  |                |       |        |    |   |  |  |

### Fonsorbes
- Maire sortant : Pierre Duplanté (PS)
- 33 sièges à pourvoir au conseil municipal (population légale 2011 : 11 536 habitants)
- 6 sièges à pourvoir au conseil communautaire (CA Le Muretain Agglo)

| Tête de liste  | Tête de liste     | Liste          | Premier tour | Premier tour | Second tour | Second tour | Sièges | Sièges |
| Tête de liste  | Tête de liste     | Liste          | Voix         | %            | Voix        | %           | CM     | CC     |
| -------------- | ----------------- | -------------- | ------------ | ------------ | ----------- | ----------- | ------ | ------ |
|                | Philippe Lalanne  | UMP            | 1 674        | 33,24        | 1 991       | 37,09       | 6      | 1      |
|                | Françoise Simeon  | DVG            | 1 563        | 31,03        | 2 106       | 39,23       | 24     | 5      |
|                | Christian Troch   | PS-EELV        | 1 187        | 23,57        | 864         | 16,09       | 2      |        |
|                | Jean-Claude Pilet | FG (PCF)       | 612          | 12,15        | 406         | 7,56        | 1      |        |
|                |                   |                |              |              |             |             |        |        |
| Inscrits       | Inscrits          | Inscrits       | 8 118        | 100,00       | 8 118       | 100,00      |        |        |
| Abstentions    | Abstentions       | Abstentions    | 2 862        | 35,25        | 2 601       | 32,04       |        |        |
| Votants        | Votants           | Votants        | 5 256        | 64,75        | 5 517       | 67,96       |        |        |
| Blancs et nuls | Blancs et nuls    | Blancs et nuls | 220          | 4,19         | 150         | 2,72        |        |        |
| Exprimés       | Exprimés          | Exprimés       | 5 036        | 95,81        | 5 367       | 97,28       |        |        |

### Fontenilles
- Maire sortant : Michel Fuentes (PS)
- 27 sièges à pourvoir au conseil municipal (population légale 2011 : 4 803 habitants)
- 7 sièges à pourvoir au conseil communautaire (CC Le Grand Ouest Toulousain)

|                | Fabienne Vitrice | PS             | 1 475 | 68,95  | 23 | 6 |  |  |
|                | Thérèse Monfraix | DVD            | 664   | 31,04  | 4  | 1 |  |  |
|                |                  |                |       |        |    |   |  |  |
| Inscrits       | Inscrits         | Inscrits       | 3 368 | 100,00 |    |   |  |  |
| Abstentions    | Abstentions      | Abstentions    | 1 074 | 31,89  |    |   |  |  |
| Votants        | Votants          | Votants        | 2 294 | 68,11  |    |   |  |  |
| Blancs et nuls | Blancs et nuls   | Blancs et nuls | 155   | 6,76   |    |   |  |  |
| Exprimés       | Exprimés         | Exprimés       | 2 139 | 93,24  |    |   |  |  |

### Fronton
- Maire sortant : Marie-Hélène Champagnac (UMP)
- 29 sièges à pourvoir au conseil municipal (population légale 2011 : 5 700 habitants)
- 8 sièges à pourvoir au conseil communautaire (CC du Frontonnais)

|                | Hugo Cavagnac      | DVG            | 1 860 | 65,44  | 24 | 7 |  |  |
|                | Jean-Marc Pieralli | PS             | 982   | 34,55  | 5  | 1 |  |  |
|                |                    |                |       |        |    |   |  |  |
| Inscrits       | Inscrits           | Inscrits       | 4 089 | 100,00 |    |   |  |  |
| Abstentions    | Abstentions        | Abstentions    | 1 134 | 27,73  |    |   |  |  |
| Votants        | Votants            | Votants        | 2 955 | 72,27  |    |   |  |  |
| Blancs et nuls | Blancs et nuls     | Blancs et nuls | 113   | 3,82   |    |   |  |  |
| Exprimés       | Exprimés           | Exprimés       | 2 842 | 96,18  |    |   |  |  |

### Frouzins
- Maire sortant : Alain Bertrand (PS)
- 29 sièges à pourvoir au conseil municipal (population légale 2011 : 8 228 habitants)
- 12 sièges à pourvoir au conseil communautaire (CA Le Muretain Agglo)

|                          | Alain Bertrand *    | PS-PCF-EELV    | 2 349 | 61,36  | 24 | 10 |  |  |
|                          | Marie-Cécile Delmas | DVG            | 1 479 | 38,63  | 5  | 2  |  |  |
|                          |                     |                |       |        |    |    |  |  |
| Inscrits                 | Inscrits            | Inscrits       | 6 119 | 100,00 |    |    |  |  |
| Abstentions              | Abstentions         | Abstentions    | 2 111 | 34,50  |    |    |  |  |
| Votants                  | Votants             | Votants        | 4 008 | 65,50  |    |    |  |  |
| Blancs et nuls           | Blancs et nuls      | Blancs et nuls | 180   | 4,49   |    |    |  |  |
| Exprimés                 | Exprimés            | Exprimés       | 3 828 | 95,51  |    |    |  |  |
| * Liste du maire sortant |                     |                |       |        |    |    |  |  |

### Gratentour
- Maire sortant : Paul Franchini (PS)
- 27 sièges à pourvoir au conseil municipal (population légale 2011 : 3 554 habitants)
- 1 sièges à pourvoir au conseil communautaire (Toulouse Métropole)

|                | Patrick Delpech | PS-PCF-EELV    | 1 287 | 100,00 | 27 | 1 |  |  |
|                |                 |                |       |        |    |   |  |  |
| Inscrits       | Inscrits        | Inscrits       | 2 537 | 100,00 |    |   |  |  |
| Abstentions    | Abstentions     | Abstentions    | 987   | 38,90  |    |   |  |  |
| Votants        | Votants         | Votants        | 1 550 | 61,10  |    |   |  |  |
| Blancs et nuls | Blancs et nuls  | Blancs et nuls | 263   | 16,97  |    |   |  |  |
| Exprimés       | Exprimés        | Exprimés       | 1 287 | 83,03  |    |   |  |  |

### Grenade
- Maire sortant : Jean-Paul Delmas (DVG)
- 29 sièges à pourvoir au conseil municipal (population légale 2011 : 8 214 habitants)
- 10 sièges à pourvoir au conseil communautaire (CC des Hauts Tolosans)

|                          | Jean-Paul Delmas * | DVG            | 2 305 | 66,40  | 25 | 9 |  |  |
|                          | Véronique Volto    | PS-PCF-EELV    | 917   | 26,41  | 3  | 1 |  |  |
|                          | Pierre Crepel      | DVD            | 249   | 7,17   | 1  |   |  |  |
|                          |                    |                |       |        |    |   |  |  |
| Inscrits                 | Inscrits           | Inscrits       | 5 431 | 100,00 |    |   |  |  |
| Abstentions              | Abstentions        | Abstentions    | 1 779 | 32,76  |    |   |  |  |
| Votants                  | Votants            | Votants        | 3 652 | 67,24  |    |   |  |  |
| Blancs et nuls           | Blancs et nuls     | Blancs et nuls | 181   | 4,96   |    |   |  |  |
| Exprimés                 | Exprimés           | Exprimés       | 3 471 | 95,04  |    |   |  |  |
| * Liste du maire sortant |                    |                |       |        |    |   |  |  |

### L'Union
- Maire sortant : Georges Beyney (DVD)
- 33 sièges à pourvoir au conseil municipal (population légale 2011 : 11 792 habitants)
- 3 sièges à pourvoir au conseil communautaire (Toulouse Métropole)

| Tête de liste  | Tête de liste   | Liste          | Premier tour | Premier tour | Second tour | Second tour | Sièges | Sièges |
| Tête de liste  | Tête de liste   | Liste          | Voix         | %            | Voix        | %           | CM     | CC     |
| -------------- | --------------- | -------------- | ------------ | ------------ | ----------- | ----------- | ------ | ------ |
|                | Marc Péré       | DVG            | 2 130        | 31,83        | 3 045       | 43,93       | 24     | 2      |
|                | Nadine Maurin   | DVD            | 1 739        | 25,99        | 2 210       | 31,88       | 5      | 1      |
|                | Jacques Dahan   | DVD            | 1 605        | 23,99        | 1 676       | 24,18       | 4      |        |
|                | Marie Garcia    | PS             | 777          | 11,61        |             |             |        |        |
|                | Gilles Hourquet | DVD            | 439          | 6,56         |             |             |        |        |
|                |                 |                |              |              |             |             |        |        |
| Inscrits       | Inscrits        | Inscrits       | 9 606        | 100,00       | 9 620       | 100,00      |        |        |
| Abstentions    | Abstentions     | Abstentions    | 2 707        | 28,18        | 2 522       | 26,22       |        |        |
| Votants        | Votants         | Votants        | 6 899        | 71,82        | 7 098       | 73,78       |        |        |
| Blancs et nuls | Blancs et nuls  | Blancs et nuls | 209          | 3,03         | 167         | 2,35        |        |        |
| Exprimés       | Exprimés        | Exprimés       | 6 690        | 96,97        | 6 931       | 97,65       |        |        |

### La Salvetat-Saint-Gilles
- Maire sortant : Philippe Dauvel (PRG)
- 29 sièges à pourvoir au conseil municipal (population légale 2011 : 6 862 habitants)
- 8 sièges à pourvoir au conseil communautaire (CC Le Grand Ouest Toulousain)

| Tête de liste            | Tête de liste     | Liste          | Premier tour | Premier tour | Second tour | Second tour | Sièges | Sièges |
| Tête de liste            | Tête de liste     | Liste          | Voix         | %            | Voix        | %           | CM     | CC     |
| ------------------------ | ----------------- | -------------- | ------------ | ------------ | ----------- | ----------- | ------ | ------ |
|                          | François Arderiu  | DVG            | 1 285        | 38,40        | 1 563       | 44,06       | 21     | 6      |
|                          | Philippe Dauvel * | PS-EELV        | 1 211        | 36,19        | 1 405       | 39,61       | 6      | 2      |
|                          | Jean-Louis Cesses | UMP-UDI        | 850          | 25,40        | 579         | 16,32       | 2      |        |
|                          |                   |                |              |              |             |             |        |        |
| Inscrits                 | Inscrits          | Inscrits       | 5 620        | 100,00       | 5 620       | 100,00      |        |        |
| Abstentions              | Abstentions       | Abstentions    | 2 122        | 37,76        | 1 993       | 35,46       |        |        |
| Votants                  | Votants           | Votants        | 3 498        | 62,24        | 3 627       | 64,54       |        |        |
| Blancs et nuls           | Blancs et nuls    | Blancs et nuls | 152          | 4,35         | 80          | 2,21        |        |        |
| Exprimés                 | Exprimés          | Exprimés       | 3 346        | 95,65        | 3 547       | 97,79       |        |        |
| * Liste du maire sortant |                   |                |              |              |             |             |        |        |

### Labarthe-sur-Lèze
- Maire sortant : Bernard Bérail (SE)
- 27 sièges à pourvoir au conseil municipal (population légale 2011 : 4 949 habitants)
- 2 sièges à pourvoir au conseil communautaire (CA Le Muretain Agglo)

|                | Yves Cadas     | PS-PCF-EELV    | 1 670 | 70,79  | 23 | 2 |  |  |
|                | Guy Bonnafous  | DVD            | 689   | 29,20  | 4  |   |  |  |
|                |                |                |       |        |    |   |  |  |
| Inscrits       | Inscrits       | Inscrits       | 3 800 | 100,00 |    |   |  |  |
| Abstentions    | Abstentions    | Abstentions    | 1 225 | 32,24  |    |   |  |  |
| Votants        | Votants        | Votants        | 2 575 | 67,76  |    |   |  |  |
| Blancs et nuls | Blancs et nuls | Blancs et nuls | 216   | 8,39   |    |   |  |  |
| Exprimés       | Exprimés       | Exprimés       | 2 359 | 91,61  |    |   |  |  |

### Labège
- Maire sortant : Christian Lavigne (PS)
- 27 sièges à pourvoir au conseil municipal (population légale 2011 : 4 019 habitants)
- 4 sièges à pourvoir au conseil communautaire (CA du Sicoval)

|                | Claude Ducert     | DVG            | 946   | 58,46  | 22 | 4 |  |  |
|                | Gabriel Bouissou  | DVD            | 344   | 21,26  | 3  |   |  |  |
|                | Françoise Lapeyre | PS             | 328   | 20,27  | 2  |   |  |  |
|                |                   |                |       |        |    |   |  |  |
| Inscrits       | Inscrits          | Inscrits       | 2 369 | 100,00 |    |   |  |  |
| Abstentions    | Abstentions       | Abstentions    | 699   | 29,51  |    |   |  |  |
| Votants        | Votants           | Votants        | 1 670 | 70,49  |    |   |  |  |
| Blancs et nuls | Blancs et nuls    | Blancs et nuls | 52    | 3,11   |    |   |  |  |
| Exprimés       | Exprimés          | Exprimés       | 1 618 | 96,89  |    |   |  |  |

### Launaguet
- Maire sortant : Arlette Sylvestre (PS)
- 29 sièges à pourvoir au conseil municipal (population légale 2011 : 7 309 habitants)
- 2 sièges à pourvoir au conseil communautaire (Toulouse Métropole)

| Tête de liste  | Tête de liste      | Liste          | Premier tour | Premier tour | Second tour | Second tour | Sièges | Sièges |
| Tête de liste  | Tête de liste      | Liste          | Voix         | %            | Voix        | %           | CM     | CC     |
| -------------- | ------------------ | -------------- | ------------ | ------------ | ----------- | ----------- | ------ | ------ |
|                | Michel Rougé       | PS-PCF-EELV    | 1 408        | 43,57        | 1 782       | 52,86       | 22     | 2      |
|                | Richard Largeteau  | DVD            | 971          | 30,05        | 1 589       | 47,13       | 7      |        |
|                | Georges Deneuville | UMP            | 852          | 26,36        |             |             |        |        |
|                |                    |                |              |              |             |             |        |        |
| Inscrits       | Inscrits           | Inscrits       | 5 658        | 100,00       | 5 595       | 100,00      |        |        |
| Abstentions    | Abstentions        | Abstentions    | 2 284        | 40,37        | 2 103       | 37,59       |        |        |
| Votants        | Votants            | Votants        | 3 374        | 59,63        | 3 492       | 62,41       |        |        |
| Blancs et nuls | Blancs et nuls     | Blancs et nuls | 143          | 4,24         | 121         | 3,47        |        |        |
| Exprimés       | Exprimés           | Exprimés       | 3 231        | 95,76        | 3 371       | 96,53       |        |        |

### Léguevin
- Maire sortant : Stéphane Mirc (UMP)
- 29 sièges à pourvoir au conseil municipal (population légale 2011 : 8 566 habitants)
- 9 sièges à pourvoir au conseil communautaire (CC Le Grand Ouest Toulousain)

|                          | Stéphane Mirc * | UMP            | 1 990 | 51,80  | 22 | 7 |  |  |
|                          | Robert Couderc  | PS-PCF         | 1 349 | 35,12  | 5  | 2 |  |  |
|                          | Pascalle Goussé | DVD            | 502   | 13,06  | 2  |   |  |  |
|                          |                 |                |       |        |    |   |  |  |
| Inscrits                 | Inscrits        | Inscrits       | 5 924 | 100,00 |    |   |  |  |
| Abstentions              | Abstentions     | Abstentions    | 1 916 | 32,34  |    |   |  |  |
| Votants                  | Votants         | Votants        | 4 008 | 67,66  |    |   |  |  |
| Blancs et nuls           | Blancs et nuls  | Blancs et nuls | 167   | 4,17   |    |   |  |  |
| Exprimés                 | Exprimés        | Exprimés       | 3 841 | 95,83  |    |   |  |  |
| * Liste du maire sortant |                 |                |       |        |    |   |  |  |

### Lherm
- Maire sortant : Jean Ayçaguer (PS)
- 23 sièges à pourvoir au conseil municipal (population légale 2011 : 3 465 habitants)
- 9 sièges à pourvoir au conseil communautaire (CC Cœur de Garonne)

|                          | Jean Ayçaguer *  | PS             | 1 371 | 76,97  | 21 | 8 |  |  |
|                          | Patrick Chaudron | DVD            | 410   | 23,02  | 2  | 1 |  |  |
|                          |                  |                |       |        |    |   |  |  |
| Inscrits                 | Inscrits         | Inscrits       | 2 653 | 100,00 |    |   |  |  |
| Abstentions              | Abstentions      | Abstentions    | 814   | 30,68  |    |   |  |  |
| Votants                  | Votants          | Votants        | 1 839 | 69,32  |    |   |  |  |
| Blancs et nuls           | Blancs et nuls   | Blancs et nuls | 58    | 3,15   |    |   |  |  |
| Exprimés                 | Exprimés         | Exprimés       | 1 781 | 96,85  |    |   |  |  |
| * Liste du maire sortant |                  |                |       |        |    |   |  |  |

### Merville
- Maire sortant : Bernard Tagnères (PS)
- 27 sièges à pourvoir au conseil municipal (population légale 2011 : 4 864 habitants)
- 6 sièges à pourvoir au conseil communautaire (CC des Hauts Tolosans)

| Tête de liste            | Tête de liste          | Liste          | Premier tour | Premier tour | Second tour | Second tour | Sièges | Sièges |
| Tête de liste            | Tête de liste          | Liste          | Voix         | %            | Voix        | %           | CM     | CC     |
| ------------------------ | ---------------------- | -------------- | ------------ | ------------ | ----------- | ----------- | ------ | ------ |
|                          | Chantal Aygat          | DVG            | 987          | 46,44        | 1 034       | 49,16       | 20     | 5      |
|                          | Philippe Petro         | UMP-UDI        | 382          | 17,97        | 456         | 21,68       | 3      | 1      |
|                          | Bernard Tagnères *     | PS             | 379          | 17,83        | 302         | 14,36       | 2      |        |
|                          | Marie-Thérèse Treccani | DVG            | 377          | 17,74        | 311         | 14,78       | 2      |        |
|                          |                        |                |              |              |             |             |        |        |
| Inscrits                 | Inscrits               | Inscrits       | 3 282        | 100,00       | 3 282       | 100,00      |        |        |
| Abstentions              | Abstentions            | Abstentions    | 1 055        | 32,15        | 1 090       | 33,21       |        |        |
| Votants                  | Votants                | Votants        | 2 227        | 67,85        | 2 192       | 66,79       |        |        |
| Blancs et nuls           | Blancs et nuls         | Blancs et nuls | 102          | 4,58         | 89          | 4,06        |        |        |
| Exprimés                 | Exprimés               | Exprimés       | 2 125        | 95,42        | 2 103       | 95,94       |        |        |
| * Liste du maire sortant |                        |                |              |              |             |             |        |        |

### Mondonville
- Maire sortant : Edmond Desclaux (PRG)
- 27 sièges à pourvoir au conseil municipal (population légale 2011 : 4 357 habitants)
- 1 sièges à pourvoir au conseil communautaire (Toulouse Métropole)

|                          | Edmond Desclaux * | DVG            | 1 110 | 100,00 | 27 | 1 |  |  |
|                          |                   |                |       |        |    |   |  |  |
| Inscrits                 | Inscrits          | Inscrits       | 2 828 | 100,00 |    |   |  |  |
| Abstentions              | Abstentions       | Abstentions    | 1 268 | 44,84  |    |   |  |  |
| Votants                  | Votants           | Votants        | 1 560 | 55,16  |    |   |  |  |
| Blancs et nuls           | Blancs et nuls    | Blancs et nuls | 450   | 28,85  |    |   |  |  |
| Exprimés                 | Exprimés          | Exprimés       | 1 110 | 71,15  |    |   |  |  |
| * Liste du maire sortant |                   |                |       |        |    |   |  |  |

### Montastruc-la-Conseillère
- Maire sortant : Jean-Louis Bourgeois (PS)
- 23 sièges à pourvoir au conseil municipal (population légale 2011 : 3 162 habitants)
- 5 sièges à pourvoir au conseil communautaire (CC des Coteaux du Girou)

|                | Michel Anguille   | DVD            | 851   | 50,98  | 18 | 4 |  |  |
|                | Bernard Cattelani | DVG            | 818   | 49,01  | 5  | 1 |  |  |
|                |                   |                |       |        |    |   |  |  |
| Inscrits       | Inscrits          | Inscrits       | 2 490 | 100,00 |    |   |  |  |
| Abstentions    | Abstentions       | Abstentions    | 740   | 29,72  |    |   |  |  |
| Votants        | Votants           | Votants        | 1 750 | 70,28  |    |   |  |  |
| Blancs et nuls | Blancs et nuls    | Blancs et nuls | 81    | 4,63   |    |   |  |  |
| Exprimés       | Exprimés          | Exprimés       | 1 669 | 95,37  |    |   |  |  |

### Montesquieu-Volvestre
- Maire sortant : Henri Dejean (PS)
- 23 sièges à pourvoir au conseil municipal (population légale 2011 : 3 112 habitants)
- 6 sièges à pourvoir au conseil communautaire (CC du Volvestre)

|                | Patrick Lemasle | PS             | 1 096 | 70,98  | 20 | 5 |  |  |
|                | Claude Petrus   | DVD            | 448   | 29,01  | 3  | 1 |  |  |
|                |                 |                |       |        |    |   |  |  |
| Inscrits       | Inscrits        | Inscrits       | 2 285 | 100,00 |    |   |  |  |
| Abstentions    | Abstentions     | Abstentions    | 627   | 27,44  |    |   |  |  |
| Votants        | Votants         | Votants        | 1 658 | 72,56  |    |   |  |  |
| Blancs et nuls | Blancs et nuls  | Blancs et nuls | 114   | 6,88   |    |   |  |  |
| Exprimés       | Exprimés        | Exprimés       | 1 544 | 93,12  |    |   |  |  |

### Montrabé
- Maire sortant : Jacques Sébi (PS)
- 27 sièges à pourvoir au conseil municipal (population légale 2011 : 3 700 habitants)
- 1 sièges à pourvoir au conseil communautaire (Toulouse Métropole)

|                          | Jacques Sébi *      | PS             | 1 235 | 65,27  | 23 | 1 |  |  |
|                          | Jean-Michel Guinard | DVD            | 657   | 34,72  | 4  |   |  |  |
|                          |                     |                |       |        |    |   |  |  |
| Inscrits                 | Inscrits            | Inscrits       | 3 018 | 100,00 |    |   |  |  |
| Abstentions              | Abstentions         | Abstentions    | 1 014 | 33,60  |    |   |  |  |
| Votants                  | Votants             | Votants        | 2 004 | 66,40  |    |   |  |  |
| Blancs et nuls           | Blancs et nuls      | Blancs et nuls | 112   | 5,59   |    |   |  |  |
| Exprimés                 | Exprimés            | Exprimés       | 1 892 | 94,41  |    |   |  |  |
| * Liste du maire sortant |                     |                |       |        |    |   |  |  |

### Muret
- Maire sortant : André Mandement (PS)
- 35 sièges à pourvoir au conseil municipal (population légale 2011 : 24 085 habitants)
- 13 sièges à pourvoir au conseil communautaire (CA Le Muretain Agglo)

| Tête de liste            | Tête de liste     | Liste          | Premier tour | Premier tour | Second tour | Second tour | Sièges | Sièges |
| Tête de liste            | Tête de liste     | Liste          | Voix         | %            | Voix        | %           | CM     | CC     |
| ------------------------ | ----------------- | -------------- | ------------ | ------------ | ----------- | ----------- | ------ | ------ |
|                          | André Mandement * | PS-PCF-EELV    | 3 938        | 42,09        | 4 853       | 52,19       | 27     | 10     |
|                          | Alain Sottil      | UMP-UDI        | 2 469        | 26,39        | 2 881       | 30,98       | 5      | 2      |
|                          | Laurent Jammes    | DVD            | 1 776        | 18,98        | 1 563       | 16,81       | 3      | 1      |
|                          | Christian Valade  | DVG            | 622          | 6,64         |             |             |        |        |
|                          | Pierre Gaudin     | DVD            | 366          | 3,91         |             |             |        |        |
|                          | Malena Adrada     | LO             | 183          | 1,95         |             |             |        |        |
|                          |                   |                |              |              |             |             |        |        |
| Inscrits                 | Inscrits          | Inscrits       | 16 596       | 100,00       | 16 596      | 100,00      |        |        |
| Abstentions              | Abstentions       | Abstentions    | 6 880        | 41,46        | 6 841       | 41,22       |        |        |
| Votants                  | Votants           | Votants        | 9 716        | 58,54        | 9 755       | 58,78       |        |        |
| Blancs et nuls           | Blancs et nuls    | Blancs et nuls | 362          | 3,73         | 458         | 4,70        |        |        |
| Exprimés                 | Exprimés          | Exprimés       | 9 354        | 96,27        | 9 297       | 95,30       |        |        |
| * Liste du maire sortant |                   |                |              |              |             |             |        |        |

### Nailloux
- Maire sortant : Michel Dutech (PS)
- 23 sièges à pourvoir au conseil municipal (population légale 2011 : 3 173 habitants)
- 12 sièges à pourvoir au conseil communautaire (CC des Terres du Lauragais)

|                          | Michel Dutech *  | PS             | 665   | 50,03  | 18 | 9 |  |  |
|                          | Didier Datcharry | DVD            | 664   | 49,96  | 5  | 3 |  |  |
|                          |                  |                |       |        |    |   |  |  |
| Inscrits                 | Inscrits         | Inscrits       | 1 906 | 100,00 |    |   |  |  |
| Abstentions              | Abstentions      | Abstentions    | 543   | 28,49  |    |   |  |  |
| Votants                  | Votants          | Votants        | 1 363 | 71,51  |    |   |  |  |
| Blancs et nuls           | Blancs et nuls   | Blancs et nuls | 34    | 2,49   |    |   |  |  |
| Exprimés                 | Exprimés         | Exprimés       | 1 329 | 97,51  |    |   |  |  |
| * Liste du maire sortant |                  |                |       |        |    |   |  |  |

### Pechbonnieu
- Maire sortant : Sabine Geil-Gomez (PS)
- 27 sièges à pourvoir au conseil municipal (population légale 2011 : 4 044 habitants)
- 7 sièges à pourvoir au conseil communautaire (CC des Coteaux Bellevue)

|                          | Sabine Geil-Gomez * | PS-PCF-EELV    | 1 540 | 100,00 | 27 | 7 |  |  |
|                          |                     |                |       |        |    |   |  |  |
| Inscrits                 | Inscrits            | Inscrits       | 2 956 | 100,00 |    |   |  |  |
| Abstentions              | Abstentions         | Abstentions    | 1 129 | 38,19  |    |   |  |  |
| Votants                  | Votants             | Votants        | 1 827 | 61,81  |    |   |  |  |
| Blancs et nuls           | Blancs et nuls      | Blancs et nuls | 287   | 15,71  |    |   |  |  |
| Exprimés                 | Exprimés            | Exprimés       | 1 540 | 84,29  |    |   |  |  |
| * Liste du maire sortant |                     |                |       |        |    |   |  |  |

### Pibrac
- Maire sortant : Robert Bon (PS)
- 29 sièges à pourvoir au conseil municipal (population légale 2011 : 8 182 habitants)
- 2 sièges à pourvoir au conseil communautaire (Toulouse Métropole)

|                | David Saint-Mellion | PS-PCF-EELV    | 2 063 | 50,12  | 22 | 1 |  |  |
|                | Bruno Costes        | UMP-UDI        | 2 053 | 49,87  | 7  | 1 |  |  |
|                |                     |                |       |        |    |   |  |  |
| Inscrits       | Inscrits            | Inscrits       | 6 656 | 100,00 |    |   |  |  |
| Abstentions    | Abstentions         | Abstentions    | 2 408 | 36,18  |    |   |  |  |
| Votants        | Votants             | Votants        | 4 248 | 63,82  |    |   |  |  |
| Blancs et nuls | Blancs et nuls      | Blancs et nuls | 132   | 3,11   |    |   |  |  |
| Exprimés       | Exprimés            | Exprimés       | 4 116 | 96,89  |    |   |  |  |

Ces élections sont annulées par le Conseil d'État en février 2015. Bruno Costes est élu en 2015 avec 51,01 % des voix.

### Pins-Justaret
- Maire sortant : Jean-Baptiste Casetta (PS)
- 27 sièges à pourvoir au conseil municipal (population légale 2011 : 4 430 habitants)
- 2 sièges à pourvoir au conseil communautaire (CA Le Muretain Agglo)

|                          | Jean-Baptiste Casetta * | PS             | 1 285 | 65,19  | 23 | 2 |  |  |
|                          | Daniel Cassou-Lens      | UMP            | 686   | 34,80  | 4  |   |  |  |
|                          |                         |                |       |        |    |   |  |  |
| Inscrits                 | Inscrits                | Inscrits       | 3 612 | 100,00 |    |   |  |  |
| Abstentions              | Abstentions             | Abstentions    | 1 457 | 40,34  |    |   |  |  |
| Votants                  | Votants                 | Votants        | 2 155 | 59,66  |    |   |  |  |
| Blancs et nuls           | Blancs et nuls          | Blancs et nuls | 184   | 8,54   |    |   |  |  |
| Exprimés                 | Exprimés                | Exprimés       | 1 971 | 91,46  |    |   |  |  |
| * Liste du maire sortant |                         |                |       |        |    |   |  |  |

### Plaisance-du-Touch
- Maire sortant : Louis Escoula (PS)
- 33 sièges à pourvoir au conseil municipal (population légale 2011 : 16 039 habitants)
- 18 sièges à pourvoir au conseil communautaire (CC Le Grand Ouest Toulousain)

| Tête de liste            | Tête de liste   | Liste          | Premier tour | Premier tour | Second tour | Second tour | Sièges | Sièges |
| Tête de liste            | Tête de liste   | Liste          | Voix         | %            | Voix        | %           | CM     | CC     |
| ------------------------ | --------------- | -------------- | ------------ | ------------ | ----------- | ----------- | ------ | ------ |
|                          | Louis Escoula * | PS             | 2 640        | 36,45        | 3 743       | 51,58       | 25     | 14     |
|                          | Pascal Barbier  | DVG            | 2 247        | 31,03        | 3 513       | 48,41       | 8      | 4      |
|                          | Jacques Viguier | UMP-UDI        | 1 630        | 22,51        |             |             |        |        |
|                          | Raphaël Requena | FG PCF         | 724          | 9,99         |             |             |        |        |
|                          |                 |                |              |              |             |             |        |        |
| Inscrits                 | Inscrits        | Inscrits       | 12 883       | 100,00       | 12 884      | 100,00      |        |        |
| Abstentions              | Abstentions     | Abstentions    | 5 312        | 41,23        | 5 177       | 40,18       |        |        |
| Votants                  | Votants         | Votants        | 7 571        | 58,77        | 7 707       | 59,82       |        |        |
| Blancs et nuls           | Blancs et nuls  | Blancs et nuls | 330          | 4,36         | 451         | 5,85        |        |        |
| Exprimés                 | Exprimés        | Exprimés       | 7 241        | 95,64        | 7 256       | 94,15       |        |        |
| * Liste du maire sortant |                 |                |              |              |             |             |        |        |

### Portet-sur-Garonne
- Maire sortant : Thierry Suaud (PS)
- 29 sièges à pourvoir au conseil municipal (population légale 2011 : 9 510 habitants)
- 5 sièges à pourvoir au conseil communautaire (CA Le Muretain Agglo)

|                          | Thierry Suaud * | DVG            | 2 631 | 64,86  | 24 | 4 |  |  |
|                          | Éric Gautier    | UMP-UDI        | 1 425 | 35,13  | 5  | 1 |  |  |
|                          |                 |                |       |        |    |   |  |  |
| Inscrits                 | Inscrits        | Inscrits       | 6 579 | 100,00 |    |   |  |  |
| Abstentions              | Abstentions     | Abstentions    | 2 263 | 34,40  |    |   |  |  |
| Votants                  | Votants         | Votants        | 4 316 | 65,60  |    |   |  |  |
| Blancs et nuls           | Blancs et nuls  | Blancs et nuls | 260   | 6,02   |    |   |  |  |
| Exprimés                 | Exprimés        | Exprimés       | 4 056 | 93,98  |    |   |  |  |
| * Liste du maire sortant |                 |                |       |        |    |   |  |  |

### Quint-Fonsegrives
- Maire sortant : Bernard Soléra (UMP)
- 27 sièges à pourvoir au conseil municipal (population légale 2011 : 4 986 habitants)
- 1 sièges à pourvoir au conseil communautaire (Toulouse Métropole)

|                          | Bernard Soléra * | DVD            | 2 065 | 69,48  | 23 | 1 |  |  |
|                          | Angel Peco       | DVG            | 907   | 30,51  | 4  |   |  |  |
|                          |                  |                |       |        |    |   |  |  |
| Inscrits                 | Inscrits         | Inscrits       | 4 366 | 100,00 |    |   |  |  |
| Abstentions              | Abstentions      | Abstentions    | 1 258 | 28,81  |    |   |  |  |
| Votants                  | Votants          | Votants        | 3 108 | 71,19  |    |   |  |  |
| Blancs et nuls           | Blancs et nuls   | Blancs et nuls | 136   | 4,38   |    |   |  |  |
| Exprimés                 | Exprimés         | Exprimés       | 2 972 | 95,62  |    |   |  |  |
| * Liste du maire sortant |                  |                |       |        |    |   |  |  |

### Ramonville-Saint-Agne
- Maire sortant : Christophe Lubac (PS)
- 33 sièges à pourvoir au conseil municipal (population légale 2011 : 12 195 habitants)
- 10 sièges à pourvoir au conseil communautaire (CA du Sicoval)

| Tête de liste            | Tête de liste      | Liste          | Premier tour | Premier tour | Second tour | Second tour | Sièges | Sièges |
| Tête de liste            | Tête de liste      | Liste          | Voix         | %            | Voix        | %           | CM     | CC     |
| ------------------------ | ------------------ | -------------- | ------------ | ------------ | ----------- | ----------- | ------ | ------ |
|                          | Christophe Lubac * | PS-PCF         | 1 879        | 36,16        | 2 146       | 39,94       | 23     | 7      |
|                          | Henri Arevalo      | EELV           | 1 400        | 26,94        | 1 328       | 24,72       | 4      | 1      |
|                          | Patrice Brot       | UMP-UDI        | 1 313        | 25,27        | 1 898       | 35,33       | 6      | 2      |
|                          | Serban Iclanzan    | DVD            | 603          | 11,60        |             |             |        |        |
|                          |                    |                |              |              |             |             |        |        |
| Inscrits                 | Inscrits           | Inscrits       | 9 619        | 100,00       | 9 619       | 100,00      |        |        |
| Abstentions              | Abstentions        | Abstentions    | 4 206        | 43,73        | 4 060       | 42,21       |        |        |
| Votants                  | Votants            | Votants        | 5 413        | 56,27        | 5 559       | 57,79       |        |        |
| Blancs et nuls           | Blancs et nuls     | Blancs et nuls | 218          | 4,03         | 187         | 3,36        |        |        |
| Exprimés                 | Exprimés           | Exprimés       | 5 195        | 95,97        | 5 372       | 96,64       |        |        |
| * Liste du maire sortant |                    |                |              |              |             |             |        |        |

### Revel
- Maire sortant : Alain Chatillon (UDI)
- 29 sièges à pourvoir au conseil municipal (population légale 2011 : 9 352 habitants)
- 22 sièges à pourvoir au conseil communautaire (CC Aux sources du Canal du Midi)

|                          | Alain Chatillon * | DVD            | 3 444 | 75,00  | 26 | 20 |  |  |
|                          | Sylvie Balestan   | PS             | 1 148 | 25,00  | 3  | 2  |  |  |
|                          |                   |                |       |        |    |    |  |  |
| Inscrits                 | Inscrits          | Inscrits       | 7 207 | 100,00 |    |    |  |  |
| Abstentions              | Abstentions       | Abstentions    | 2 313 | 32,09  |    |    |  |  |
| Votants                  | Votants           | Votants        | 4 894 | 67,91  |    |    |  |  |
| Blancs et nuls           | Blancs et nuls    | Blancs et nuls | 302   | 6,17   |    |    |  |  |
| Exprimés                 | Exprimés          | Exprimés       | 4 592 | 93,83  |    |    |  |  |
| * Liste du maire sortant |                   |                |       |        |    |    |  |  |

### Rieumes
- Maire sortant : Christiane Maury (DVG)
- 23 sièges à pourvoir au conseil municipal (population légale 2011 : 3 408 habitants)
- 9 sièges à pourvoir au conseil communautaire (CC Cœur de Garonne)

|                          | Jennifer Courtois-Périssé | DVD            | 1 064 | 60,38  | 19 | 8 |  |  |
|                          | Claude Estournes          | PS             | 381   | 21,62  | 2  | 1 |  |  |
|                          | Christiane Maury *        | DVG            | 317   | 17,99  | 2  |   |  |  |
|                          |                           |                |       |        |    |   |  |  |
| Inscrits                 | Inscrits                  | Inscrits       | 2 424 | 100,00 |    |   |  |  |
| Abstentions              | Abstentions               | Abstentions    | 585   | 24,13  |    |   |  |  |
| Votants                  | Votants                   | Votants        | 1 839 | 75,87  |    |   |  |  |
| Blancs et nuls           | Blancs et nuls            | Blancs et nuls | 77    | 4,19   |    |   |  |  |
| Exprimés                 | Exprimés                  | Exprimés       | 1 762 | 95,81  |    |   |  |  |
| * Liste du maire sortant |                           |                |       |        |    |   |  |  |

### Roques
- Maire sortant : Christian Chatonnay (PS)
- 27 sièges à pourvoir au conseil municipal (population légale 2011 : 3 936 habitants)
- 5 sièges à pourvoir au conseil communautaire (CA Le Muretain Agglo)

|                          | Christian Chatonnay * | PS             | 1 096 | 62,23  | 22 | 4 |  |  |
|                          | Alain Michon          | DVD            | 665   | 37,76  | 5  | 1 |  |  |
|                          |                       |                |       |        |    |   |  |  |
| Inscrits                 | Inscrits              | Inscrits       | 2 997 | 100,00 |    |   |  |  |
| Abstentions              | Abstentions           | Abstentions    | 1 113 | 37,14  |    |   |  |  |
| Votants                  | Votants               | Votants        | 1 884 | 62,86  |    |   |  |  |
| Blancs et nuls           | Blancs et nuls        | Blancs et nuls | 123   | 6,53   |    |   |  |  |
| Exprimés                 | Exprimés              | Exprimés       | 1 761 | 93,47  |    |   |  |  |
| * Liste du maire sortant |                       |                |       |        |    |   |  |  |

### Roquettes
- Maire sortant : Michel Perez (PS)
- 27 sièges à pourvoir au conseil municipal (population légale 2011 : 4 101 habitants)
- 2 sièges à pourvoir au conseil communautaire (CA Le Muretain Agglo)

|                          | Michel Perez *   | PS-PCF-EELV    | 1 149 | 55,37  | 21 | 2 |  |  |
|                          | Élisabeth Dupont | DVD            | 926   | 44,62  | 6  |   |  |  |
|                          |                  |                |       |        |    |   |  |  |
| Inscrits                 | Inscrits         | Inscrits       | 3 223 | 100,00 |    |   |  |  |
| Abstentions              | Abstentions      | Abstentions    | 1 026 | 31,83  |    |   |  |  |
| Votants                  | Votants          | Votants        | 2 197 | 68,17  |    |   |  |  |
| Blancs et nuls           | Blancs et nuls   | Blancs et nuls | 122   | 5,55   |    |   |  |  |
| Exprimés                 | Exprimés         | Exprimés       | 2 075 | 94,45  |    |   |  |  |
| * Liste du maire sortant |                  |                |       |        |    |   |  |  |

### Saint-Alban
- Maire sortant : Raymond-Roger Stramare (DVD)
- 29 sièges à pourvoir au conseil municipal (population légale 2011 : 5 735 habitants)
- 1 sièges à pourvoir au conseil communautaire (Toulouse Métropole)

|                          | Raymond-Roger Stramare * | DVG            | 1 906 | 74,39  | 26 | 1 |  |  |
|                          | Cédric Vergé             | PS             | 656   | 25,60  | 3  |   |  |  |
|                          |                          |                |       |        |    |   |  |  |
| Inscrits                 | Inscrits                 | Inscrits       | 4 397 | 100,00 |    |   |  |  |
| Abstentions              | Abstentions              | Abstentions    | 1 686 | 38,34  |    |   |  |  |
| Votants                  | Votants                  | Votants        | 2 711 | 61,66  |    |   |  |  |
| Blancs et nuls           | Blancs et nuls           | Blancs et nuls | 149   | 5,50   |    |   |  |  |
| Exprimés                 | Exprimés                 | Exprimés       | 2 562 | 94,50  |    |   |  |  |
| * Liste du maire sortant |                          |                |       |        |    |   |  |  |

### Saint-Gaudens
- Maire sortant : Jean-Raymond Lépinay (PS)
- 33 sièges à pourvoir au conseil municipal (population légale 2011 : 11 191 habitants)
- 15 sièges à pourvoir au conseil communautaire (CC Cœur et Coteaux du Comminges)

| Tête de liste            | Tête de liste          | Liste          | Premier tour | Premier tour | Second tour | Second tour | Sièges | Sièges |
| Tête de liste            | Tête de liste          | Liste          | Voix         | %            | Voix        | %           | CM     | CC     |
| ------------------------ | ---------------------- | -------------- | ------------ | ------------ | ----------- | ----------- | ------ | ------ |
|                          | Jean-Yves Duclos       | DVG            | 2 408        | 43,74        | 3 437       | 61,76       | 27     | 12     |
|                          | Jean-Raymond Lépinay * | PS-PCF-EELV    | 1 737        | 31,55        | 2 128       | 38,23       | 6      | 3      |
|                          | Philippe Perrot        | DVD            | 640          | 11,62        |             |             |        |        |
|                          | Franck Ferjoux         | UMP-UDI        | 426          | 7,73         |             |             |        |        |
|                          | Bruno Miquel           | PG             | 294          | 5,34         |             |             |        |        |
|                          |                        |                |              |              |             |             |        |        |
| Inscrits                 | Inscrits               | Inscrits       | 8 466        | 100,00       | 8 466       | 100,00      |        |        |
| Abstentions              | Abstentions            | Abstentions    | 2 811        | 33,20        | 2 683       | 31,69       |        |        |
| Votants                  | Votants                | Votants        | 5 655        | 66,80        | 5 783       | 68,31       |        |        |
| Blancs et nuls           | Blancs et nuls         | Blancs et nuls | 150          | 2,65         | 218         | 3,77        |        |        |
| Exprimés                 | Exprimés               | Exprimés       | 5 505        | 97,35        | 5 565       | 96,23       |        |        |
| * Liste du maire sortant |                        |                |              |              |             |             |        |        |

### Saint-Jean
- Maire sortant : Dominique Vézian (PS)
- 33 sièges à pourvoir au conseil municipal (population légale 2011 : 10 281 habitants)
- 2 sièges à pourvoir au conseil communautaire (Toulouse Métropole)

|                          | Marie-Dominique Vézian * | PS-PCF-EELV    | 2 426 | 52,93  | 26 | 2 |  |  |
|                          | Bernard Boulouys         | UMP            | 1 117 | 24,37  | 4  |   |  |  |
|                          | Philippe Ecarot          | DVD            | 1 040 | 22,69  | 3  |   |  |  |
|                          |                          |                |       |        |    |   |  |  |
| Inscrits                 | Inscrits                 | Inscrits       | 7 745 | 100,00 |    |   |  |  |
| Abstentions              | Abstentions              | Abstentions    | 2 865 | 36,99  |    |   |  |  |
| Votants                  | Votants                  | Votants        | 4 880 | 63,01  |    |   |  |  |
| Blancs et nuls           | Blancs et nuls           | Blancs et nuls | 297   | 6,09   |    |   |  |  |
| Exprimés                 | Exprimés                 | Exprimés       | 4 583 | 93,91  |    |   |  |  |
| * Liste du maire sortant |                          |                |       |        |    |   |  |  |

### Saint-Jory
- Maire sortant : Henri Miguel (DVG)
- 29 sièges à pourvoir au conseil municipal (population légale 2011 : 5 380 habitants)
- 1 sièges à pourvoir au conseil communautaire (Toulouse Métropole)

| Tête de liste  | Tête de liste       | Liste          | Premier tour | Premier tour | Second tour | Second tour | Sièges | Sièges |
| Tête de liste  | Tête de liste       | Liste          | Voix         | %            | Voix        | %           | CM     | CC     |
| -------------- | ------------------- | -------------- | ------------ | ------------ | ----------- | ----------- | ------ | ------ |
|                | Thierry Fourcassier | UMP-UDI        | 988          | 39,85        | 1 173       | 44,94       | 21     | 1      |
|                | Richard Donadieu    | PS             | 860          | 34,69        | 1 018       | 39,00       | 6      |        |
|                | Philippe Fort       | DVG            | 631          | 25,45        | 419         | 16,05       | 2      |        |
|                |                     |                |              |              |             |             |        |        |
| Inscrits       | Inscrits            | Inscrits       | 3 998        | 100,00       | 3 998       | 100,00      |        |        |
| Abstentions    | Abstentions         | Abstentions    | 1 417        | 35,44        | 1 317       | 32,94       |        |        |
| Votants        | Votants             | Votants        | 2 581        | 64,56        | 2 681       | 67,06       |        |        |
| Blancs et nuls | Blancs et nuls      | Blancs et nuls | 102          | 3,95         | 71          | 2,65        |        |        |
| Exprimés       | Exprimés            | Exprimés       | 2 479        | 96,05        | 2 610       | 97,35       |        |        |

### Saint-Lys
- Maire sortant : Jacques Tène (PS)
- 29 sièges à pourvoir au conseil municipal (population légale 2011 : 8 704 habitants)
- 4 sièges à pourvoir au conseil communautaire (CA Le Muretain Agglo)

| Tête de liste            | Tête de liste    | Liste          | Premier tour | Premier tour | Second tour | Second tour | Sièges | Sièges |
| Tête de liste            | Tête de liste    | Liste          | Voix         | %            | Voix        | %           | CM     | CC     |
| ------------------------ | ---------------- | -------------- | ------------ | ------------ | ----------- | ----------- | ------ | ------ |
|                          | Jacques Tène *   | PS-PCF         | 1 514        | 41,69        | 1 835       | 50,48       | 22     | 3      |
|                          | Catherine Renaux | EELV           | 909          | 25,03        | 1 800       | 49,51       | 7      | 1      |
|                          | Bernard Tarride  | DVD            | 904          | 24,89        |             |             |        |        |
|                          | Jocelyne Vidal   | UMP            | 304          | 8,37         |             |             |        |        |
|                          |                  |                |              |              |             |             |        |        |
| Inscrits                 | Inscrits         | Inscrits       | 5 937        | 100,00       | 5 964       | 100,00      |        |        |
| Abstentions              | Abstentions      | Abstentions    | 2 090        | 35,20        | 2 096       | 35,14       |        |        |
| Votants                  | Votants          | Votants        | 3 847        | 64,80        | 3 868       | 64,86       |        |        |
| Blancs et nuls           | Blancs et nuls   | Blancs et nuls | 216          | 5,61         | 233         | 6,02        |        |        |
| Exprimés                 | Exprimés         | Exprimés       | 3 631        | 94,39        | 3 635       | 93,98       |        |        |
| * Liste du maire sortant |                  |                |              |              |             |             |        |        |

### Saint-Orens-de-Gameville
- Maire sortant : Christian Sempé (PCF)
- 33 sièges à pourvoir au conseil municipal (population légale 2011 : 11 196 habitants)
- 2 sièges à pourvoir au conseil communautaire (Toulouse Métropole)

|                          | Dominique Faure   | UMP-UDI        | 3 244 | 54,25  | 26 | 1 |  |  |
|                          | Christian Sempé * | PCF-PS-EELV    | 2 735 | 45,74  | 7  | 1 |  |  |
|                          |                   |                |       |        |    |   |  |  |
| Inscrits                 | Inscrits          | Inscrits       | 8 420 | 100,00 |    |   |  |  |
| Abstentions              | Abstentions       | Abstentions    | 2 204 | 26,18  |    |   |  |  |
| Votants                  | Votants           | Votants        | 6 216 | 73,82  |    |   |  |  |
| Blancs et nuls           | Blancs et nuls    | Blancs et nuls | 237   | 3,81   |    |   |  |  |
| Exprimés                 | Exprimés          | Exprimés       | 5 979 | 96,19  |    |   |  |  |
| * Liste du maire sortant |                   |                |       |        |    |   |  |  |

### Seilh
- Maire sortant : Guy Lozano (PRG)
- 23 sièges à pourvoir au conseil municipal (population légale 2011 : 3 042 habitants)
- 1 sièges à pourvoir au conseil communautaire (Toulouse Métropole)

|                          | Jean-Louis Miegeville | DVD            | 656   | 51,13  | 18 | 1 |  |  |
|                          | Guy Lozano *          | DVG            | 627   | 48,86  | 5  |   |  |  |
|                          |                       |                |       |        |    |   |  |  |
| Inscrits                 | Inscrits              | Inscrits       | 1 991 | 100,00 |    |   |  |  |
| Abstentions              | Abstentions           | Abstentions    | 667   | 33,50  |    |   |  |  |
| Votants                  | Votants               | Votants        | 1 324 | 66,50  |    |   |  |  |
| Blancs et nuls           | Blancs et nuls        | Blancs et nuls | 41    | 3,10   |    |   |  |  |
| Exprimés                 | Exprimés              | Exprimés       | 1 283 | 96,90  |    |   |  |  |
| * Liste du maire sortant |                       |                |       |        |    |   |  |  |

### Seysses
- Maire sortant : Alain Pace (PS)
- 29 sièges à pourvoir au conseil municipal (population légale 2011 : 7 866 habitants)
- 11 sièges à pourvoir au conseil communautaire (CA Le Muretain Agglo)

| Tête de liste            | Tête de liste  | Liste          | Premier tour | Premier tour | Second tour | Second tour | Sièges | Sièges |
| Tête de liste            | Tête de liste  | Liste          | Voix         | %            | Voix        | %           | CM     | CC     |
| ------------------------ | -------------- | -------------- | ------------ | ------------ | ----------- | ----------- | ------ | ------ |
|                          | Alain Pace *   | PS-PCF-EELV    | 1 453        | 48,93        | 1 416       | 47,83       | 22     | 9      |
|                          | Alain Vidal    | DVD            | 1 080        | 36,37        | 1 187       | 40,10       | 6      | 2      |
|                          | Eva Flores     | PG             | 436          | 14,68        | 357         | 12,06       | 1      |        |
|                          |                |                |              |              |             |             |        |        |
| Inscrits                 | Inscrits       | Inscrits       | 4 947        | 100,00       | 4 951       | 100,00      |        |        |
| Abstentions              | Abstentions    | Abstentions    | 1 842        | 37,23        | 1 885       | 38,07       |        |        |
| Votants                  | Votants        | Votants        | 3 105        | 62,77        | 3 066       | 61,93       |        |        |
| Blancs et nuls           | Blancs et nuls | Blancs et nuls | 136          | 4,38         | 106         | 3,46        |        |        |
| Exprimés                 | Exprimés       | Exprimés       | 2 969        | 95,62        | 2 960       | 96,54       |        |        |
| * Liste du maire sortant |                |                |              |              |             |             |        |        |

### Toulouse
- Maire sortant : Pierre Cohen (PS)
- 69 sièges à pourvoir au conseil municipal (population légale 2011 : 447 340 habitants)
- 67 sièges à pourvoir au conseil communautaire (Toulouse Métropole)

| Tête de liste            | Tête de liste          | Liste             | Premier tour | Premier tour | Second tour | Second tour | Sièges | Sièges |
| Tête de liste            | Tête de liste          | Liste             | Voix         | %            | Voix        | %           | CM     | CC     |
| ------------------------ | ---------------------- | ----------------- | ------------ | ------------ | ----------- | ----------- | ------ | ------ |
|                          | Jean-Luc Moudenc       | UMP-UDI-MoDem     | 49 554       | 38,19        | 73 708      | 52,06       | 53     | 51     |
|                          | Pierre Cohen *         | PS-PCF-PRG-MRC    | 41 851       | 32,26        | 67 869      | 47,93       | 16     | 16     |
|                          | Antoine Maurice        | EELV-Parti pirate | 9 064        | 6,98         | 67 869      | 47,93       | 16     | 16     |
|                          | Serge Laroze           | FN                | 10 574       | 8,15         |             |             |        |        |
|                          | Jean-Christophe Sellin | Parti de gauche   | 6 616        | 5,10         |             |             |        |        |
|                          | Christine de Veyrac    | UDI diss.         | 3 183        | 2,45         |             |             |        |        |
|                          | Élisabeth Belaubre     | Cap21             | 3 141        | 2,42         |             |             |        |        |
|                          | Jean-Pierre Plancade   | DVG               | 2 753        | 2,12         |             |             |        |        |
|                          | Ahmad Chouki           | EXG               | 2 170        | 1,67         |             |             |        |        |
|                          | Sandra Torremocha      | LO                | 818          | 0,63         |             |             |        |        |
|                          |                        |                   |              |              |             |             |        |        |
| Inscrits                 | Inscrits               | Inscrits          | 254 538      | 100,00       | 254 547     | 100,00      |        |        |
| Abstentions              | Abstentions            | Abstentions       | 121 629      | 47,78        | 107 764     | 42,34       |        |        |
| Votants                  | Votants                | Votants           | 132 909      | 52,22        | 146 783     | 57,66       |        |        |
| Blancs et nuls           | Blancs et nuls         | Blancs et nuls    | 3 185        | 2,40         | 5 206       | 3,55        |        |        |
| Exprimés                 | Exprimés               | Exprimés          | 129 724      | 97,60        | 141 577     | 96,45       |        |        |
| * Liste du maire sortant |                        |                   |              |              |             |             |        |        |

### Tournefeuille
- Maire sortant : Claude Raynal (PS)
- 35 sièges à pourvoir au conseil municipal (population légale 2011 : 25 763 habitants)
- 6 sièges à pourvoir au conseil communautaire (Toulouse Métropole)

|                          | Claude Raynal *      | PS-PCF-EELV    | 6 125  | 52,16  | 27 | 5 |  |  |
|                          | Patrick Beissel      | UMP            | 2 622  | 22,33  | 4  | 1 |  |  |
|                          | Jean-Pierre Jarton   | FN             | 1 537  | 13,08  | 2  |   |  |  |
|                          | Jean-Pierre Morgades | DVD            | 1 458  | 12,41  | 2  |   |  |  |
|                          |                      |                |        |        |    |   |  |  |
| Inscrits                 | Inscrits             | Inscrits       | 19 908 | 100,00 |    |   |  |  |
| Abstentions              | Abstentions          | Abstentions    | 7 743  | 38,89  |    |   |  |  |
| Votants                  | Votants              | Votants        | 12 165 | 61,11  |    |   |  |  |
| Blancs et nuls           | Blancs et nuls       | Blancs et nuls | 423    | 3,48   |    |   |  |  |
| Exprimés                 | Exprimés             | Exprimés       | 11 742 | 96,52  |    |   |  |  |
| * Liste du maire sortant |                      |                |        |        |    |   |  |  |

### Verfeil
- Maire sortant : Hervé Dutko (PS)
- 23 sièges à pourvoir au conseil municipal (population légale 2011 : 3 223 habitants)
- 5 sièges à pourvoir au conseil communautaire (CC des Coteaux du Girou)

|                          | Hervé Dutko *     | PS             | 1 040 | 59,70  | 19 | 4 |  |  |
|                          | Raymond Dematteis | DVD            | 702   | 40,29  | 4  | 1 |  |  |
|                          |                   |                |       |        |    |   |  |  |
| Inscrits                 | Inscrits          | Inscrits       | 2 494 | 100,00 |    |   |  |  |
| Abstentions              | Abstentions       | Abstentions    | 628   | 25,18  |    |   |  |  |
| Votants                  | Votants           | Votants        | 1 866 | 74,82  |    |   |  |  |
| Blancs et nuls           | Blancs et nuls    | Blancs et nuls | 124   | 6,65   |    |   |  |  |
| Exprimés                 | Exprimés          | Exprimés       | 1 742 | 93,35  |    |   |  |  |
| * Liste du maire sortant |                   |                |       |        |    |   |  |  |

### Villefranche-de-Lauragais
- Maire sortant : Marie-Claude Piquemal-Doumeng (PS)
- 27 sièges à pourvoir au conseil municipal (population légale 2011 : 4 140 habitants)
- 8 sièges à pourvoir au conseil communautaire (CC des Terres du Lauragais)

|                          | Marie-Claude Piquemal-Doumeng * | PS-PCF-EELV    | 1 462 | 100,00 | 27 | 8 |  |  |
|                          |                                 |                |       |        |    |   |  |  |
| Inscrits                 | Inscrits                        | Inscrits       | 2 955 | 100,00 |    |   |  |  |
| Abstentions              | Abstentions                     | Abstentions    | 1 022 | 34,59  |    |   |  |  |
| Votants                  | Votants                         | Votants        | 1 933 | 65,41  |    |   |  |  |
| Blancs et nuls           | Blancs et nuls                  | Blancs et nuls | 471   | 24,37  |    |   |  |  |
| Exprimés                 | Exprimés                        | Exprimés       | 1 462 | 75,63  |    |   |  |  |
| * Liste du maire sortant |                                 |                |       |        |    |   |  |  |

### Villemur-sur-Tarn
- Maire sortant : Jean-Claude Boudet (MoDem)
- 29 sièges à pourvoir au conseil municipal (population légale 2011 : 5 691 habitants)
- 13 sièges à pourvoir au conseil communautaire (CC Val'Aïgo)

| Tête de liste            | Tête de liste        | Liste          | Premier tour | Premier tour | Second tour | Second tour | Sièges | Sièges |
| Tête de liste            | Tête de liste        | Liste          | Voix         | %            | Voix        | %           | CM     | CC     |
| ------------------------ | -------------------- | -------------- | ------------ | ------------ | ----------- | ----------- | ------ | ------ |
|                          | Jean-Marc Dumoulin   | DVD            | 1 160        | 41,38        | 1 626       | 54,34       | 23     | 10     |
|                          | Jean-Claude Boudet * | DVG            | 1 102        | 39,31        | 1 366       | 45,65       | 6      | 3      |
|                          | Ingrid Terrancle     | DVD            | 541          | 19,30        |             |             |        |        |
|                          |                      |                |              |              |             |             |        |        |
| Inscrits                 | Inscrits             | Inscrits       | 4 346        | 100,00       | 4 348       | 100,00      |        |        |
| Abstentions              | Abstentions          | Abstentions    | 1 408        | 32,40        | 1 219       | 28,04       |        |        |
| Votants                  | Votants              | Votants        | 2 938        | 67,60        | 3 129       | 71,96       |        |        |
| Blancs et nuls           | Blancs et nuls       | Blancs et nuls | 135          | 4,59         | 137         | 4,38        |        |        |
| Exprimés                 | Exprimés             | Exprimés       | 2 803        | 95,41        | 2 992       | 95,62       |        |        |
| * Liste du maire sortant |                      |                |              |              |             |             |        |        |

### Villeneuve-Tolosane
- Maire sortant : Dominique Coquart (DVG)
- 29 sièges à pourvoir au conseil municipal (population légale 2011 : 8 748 habitants)
- 2 sièges à pourvoir au conseil communautaire (Toulouse Métropole)

|                          | Dominique Coquart *  | PS-PCF-EELV    | 2 505 | 64,36  | 24 | 2 |  |  |
|                          | Jean-Marc Chauvel    | UDI            | 859   | 22,07  | 3  |   |  |  |
|                          | Christophe Bancherit | DVD            | 528   | 13,56  | 2  |   |  |  |
|                          |                      |                |       |        |    |   |  |  |
| Inscrits                 | Inscrits             | Inscrits       | 6 543 | 100,00 |    |   |  |  |
| Abstentions              | Abstentions          | Abstentions    | 2 442 | 37,32  |    |   |  |  |
| Votants                  | Votants              | Votants        | 4 101 | 62,68  |    |   |  |  |
| Blancs et nuls           | Blancs et nuls       | Blancs et nuls | 209   | 5,10   |    |   |  |  |
| Exprimés                 | Exprimés             | Exprimés       | 3 892 | 94,90  |    |   |  |  |
| * Liste du maire sortant |                      |                |       |        |    |   |  |  |